# Guipry-Messac
Guipry-Messac est une commune nouvelle, située dans le département d'Ille-et-Vilaine en région Bretagne. Créée le 1er janvier 2016, elle est issue de la fusion des communes de Messac et de Guipry devenues des communes déléguées.

## Géographie

### Situation
Guipry-Messac se situe au nord-est de Redon. Le bourg de Guipry se trouve sur la rive droite de la Vilaine, tandis que le bourg de Messac est situé sur la rive gauche. Les deux bourgs sont reliés par les ports de Guipry et de Messac. La Vilaine qui traverse son territoire a été un important moyen de communication et une route commerciale qui acheminait des marchandises. Aujourd'hui, le port de Guipry-Messac est resté actif par le tourisme fluvial.
Guipry-Messac est connu pour ses inondations, comme celle de janvier 2001 et plus récemment celle de janvier 2025.
| Guignen, Lohéac | Saint-Malo-de-Phily             | Pléchâtel                        |
| Pipriac Lieuron | Guipry-Messac                   | Bain-de-Bretagne, La Noë-Blanche |
| Saint-Ganton    | Langon, Sainte-Anne-sur-Vilaine | Grand-Fougeray                   |

### Relief et hydrographie
Les altitudes les plus élevées se trouvent dans les parties sud des deux anciennes communes, sui correspondent aux hauteurs de type relief appalachien, correspondant aux schistes briovériens de l'anticlinal de Messac redressés à la verticale et à des affleurements de grès armoricain, atteignant 115 mètres dans le Bois de Varon, pour l'ancienne commune de Guipry et 89 mètres entre les écarts de Cahors et Boulifard pour l'ancienne commune de Messac. La majeure partie du territoire de la commune nouvelle de Guipry-Messac est formée d'un plateau, correspondant à  la partie sud du Bassin de Rennes, situé vers une cinquantaine de mètres d'altitude et s'abaissant progressivement vers le nord jusqu'à une vingtaine de mètres d'altitude, ainsi qu'en s'approchant de la vallée de la Vilaine, qui traverse la commune, la coupant littéralement en deux (c'était d'ailleurs l'ancienne limite communale entre Guipry et Messac).

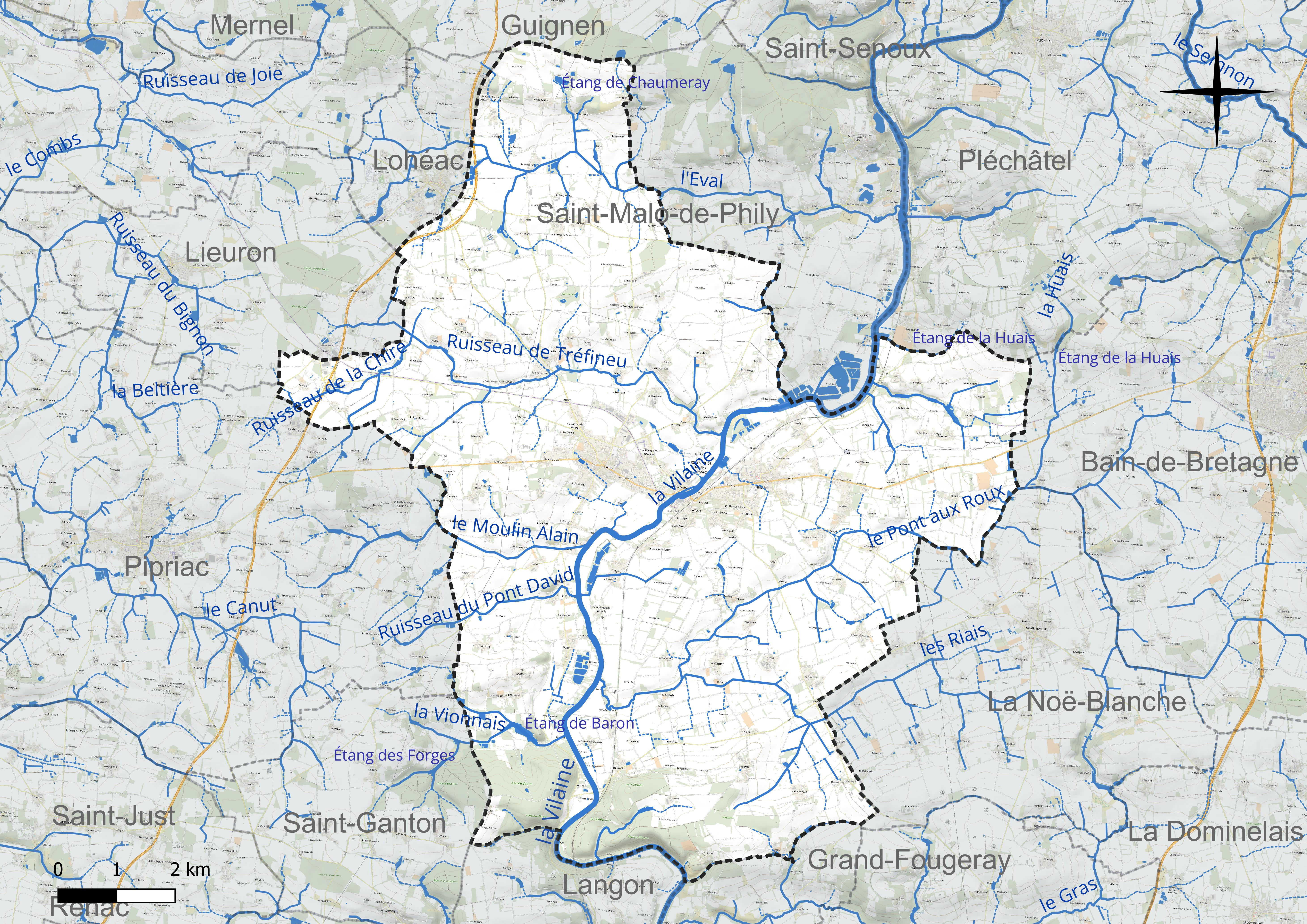
Carte du réseau hydrographique de la commune de Guipry-Messac.
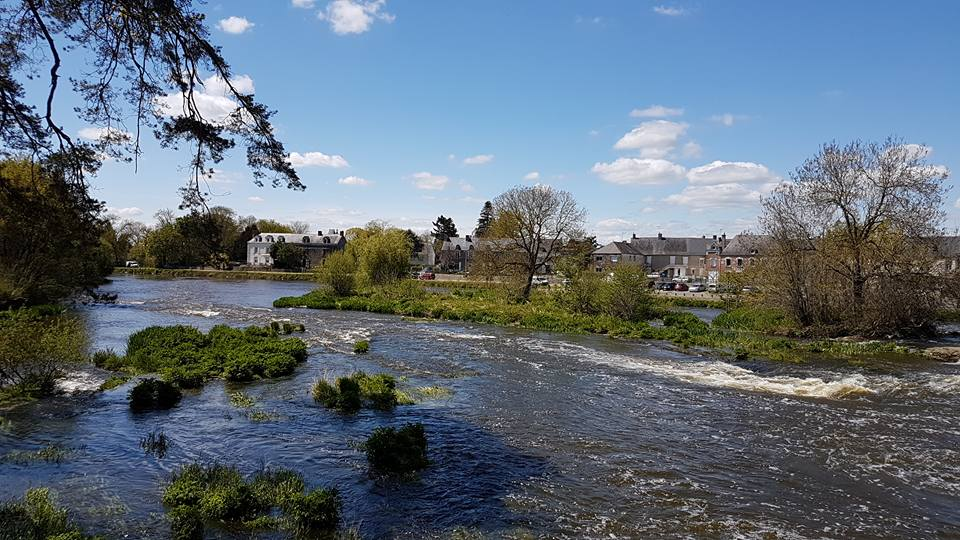
La Vilaine à Guipry.
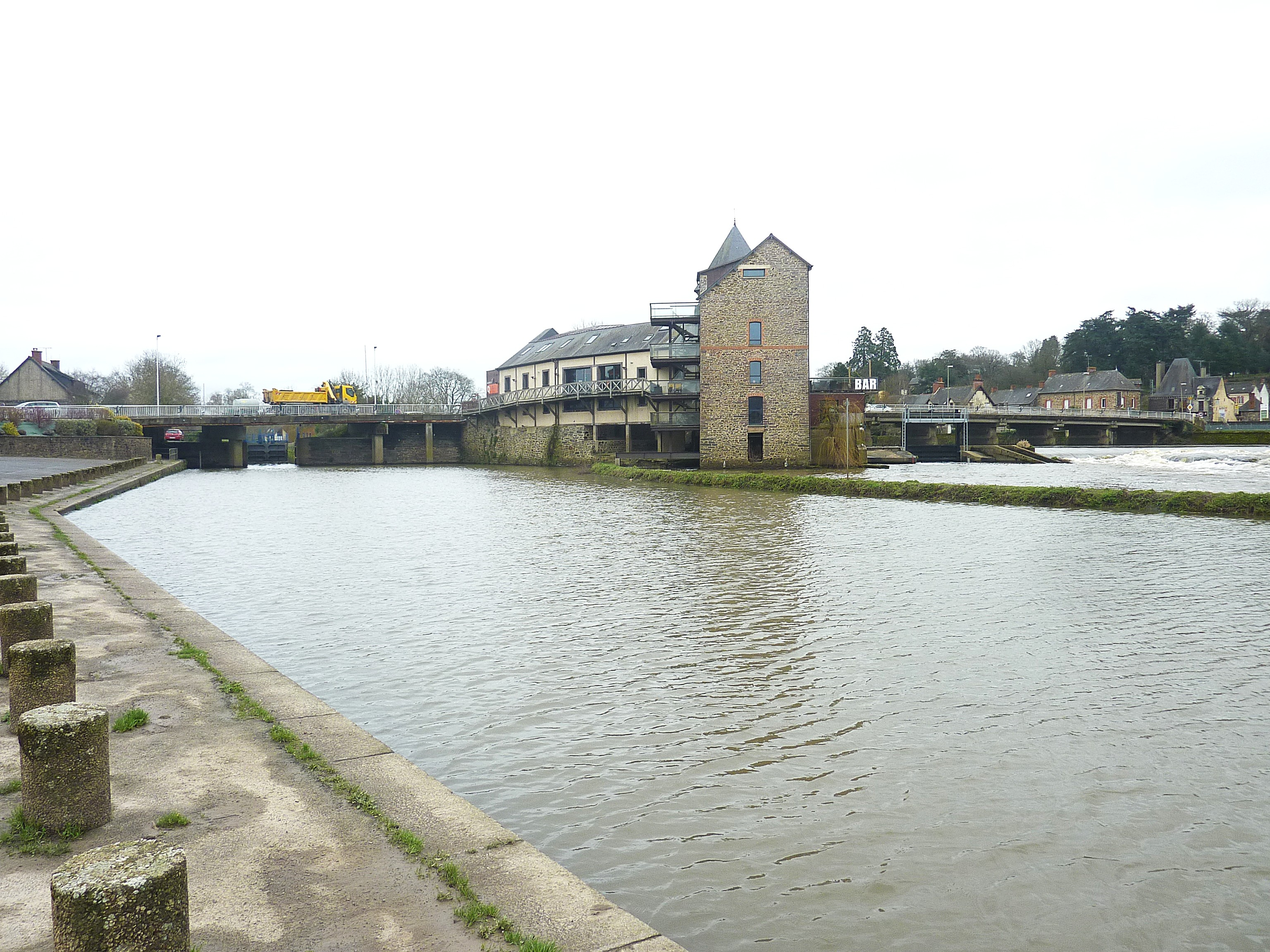
La Vilaine et le port de Guipry-Messac en 2016.

La Vilaine, un fleuve côtier, entre dans la commune vers 8 mètres et en sort vers 3 mètres d'altitude; sa vallée, large et peu encaissée dans le nord de la commune, devient plus étroite, sinueuse et encaissée dans sa partie sud où elle traverse en cluse les hauteurs précitées. La Vilaine reçoit les eaux de plusieurs petits affluents, tant de rive droite (rive ouest, ancienne commune de Guipry) comme les Ruisseau de Tréfineu, de Moulin Alain et du Pont David, que de rive gauche (rive est, ancienne commune de Messac) comme le Ruisseau du Pont aux Roux, mais aucun d'entre eux n'est un affluent important .

### Des inondations graves et fréquentes
Le risque d'inondation est élevé à Guipry et Messac. Les crues de la Vilaine provoquent des inondations fréquentes à Guipry et Messac : mesurés à l'écluse de Guipry, la crue des 27 et 28 janvier 2025 (une inondation s'était déjà produite 15 jours auparavant) a atteint un pic de crue record à 3,81 m (plus de 300 personnes ont dû être évacuées, 346 maisons inondées, le pont reliant Guipry et Messac submergé, le trafic ferroviaire interrompu pendant plusieurs jours), effaçant la marque de celle du 6 janvier 2001 qui était à 3,58 m, celle du 23 janvier 1995 (3,41 m) et du 22 décembre 2019 (2,55 m) ; en remontant plus loin dans le temps, nombreuses furent aussi les inondations, par exemple en 1772 de graves inondations détruisirent le pont reliant Guipry et Messac et pendant l'hiver 1790-1791 l'écluse de Mâlon, qui venait d'être construite, fut détruite par une inondation ; celles du 2 décembre 1910 et des 3 et 4 janvier 1936 ont aussi été très importantes.

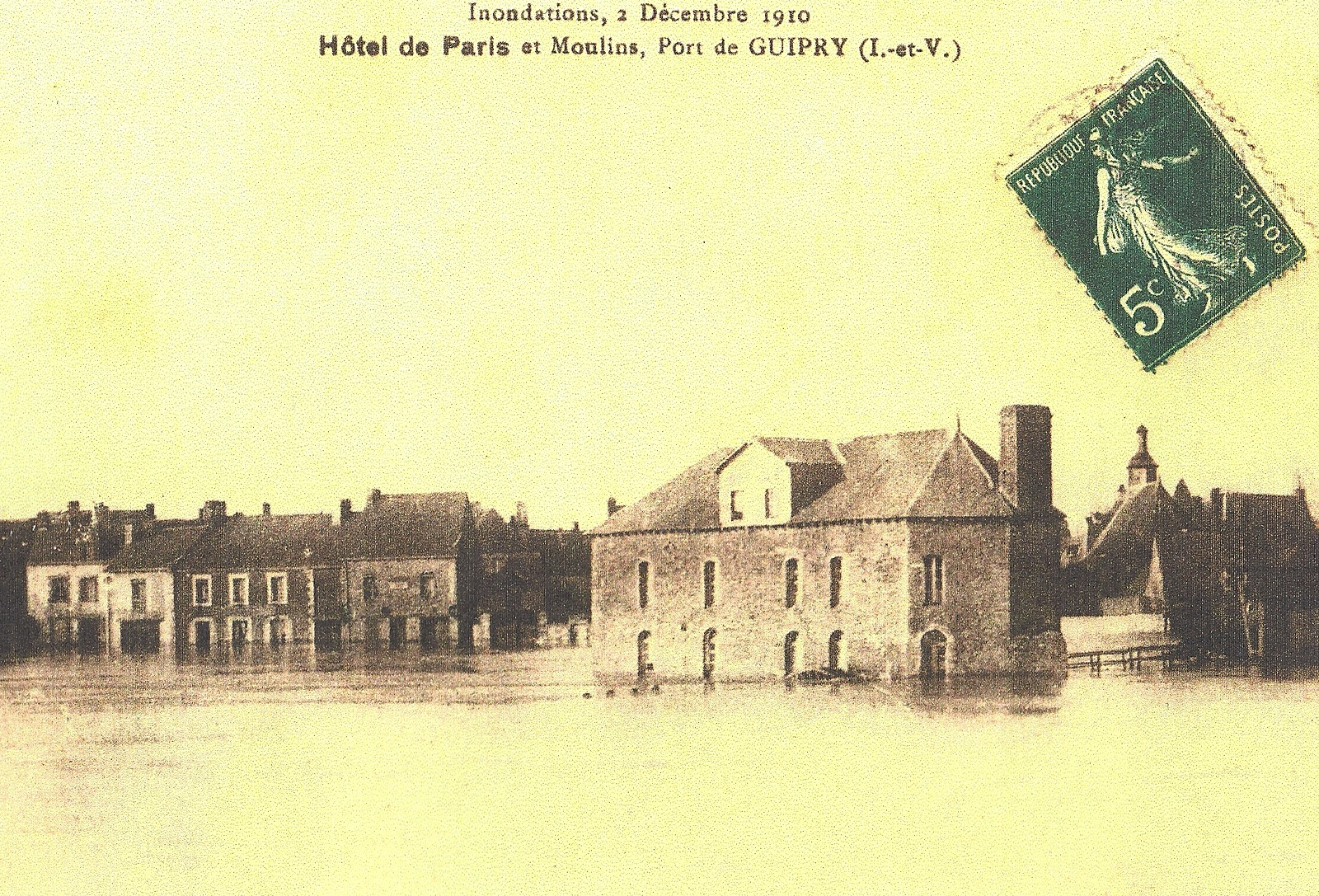
Guipry ː les inondations du 2 décembre 1910 (carte postale).
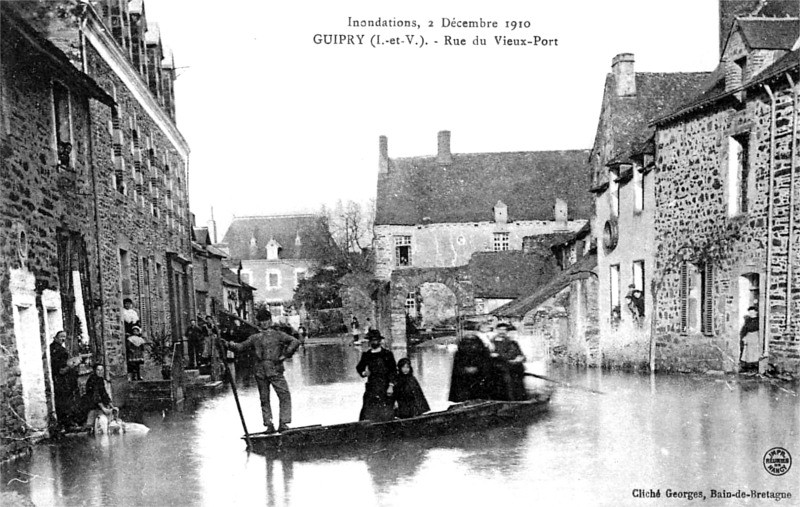
Guipry ː la Rue du Vieux-Port lors des inondations du 2 décembre 1910 (carte postale).

### Transports

#### Réseau routier
En ce qui a trait aux transports routiers, la ville est traversée par :
- la RD 772 (ancienne route nationale 772 déclassée) vers Ploërmel, Guer, Maure-de-Bretagne, Bain-de-Bretagne et Châteaubriant
- la RD 777 (ancienne route nationale 777 déclassée) vers La Gacilly, Pipriac, Sixt-sur-Aff, Janzé et Vitré

La ville est également desservie par une route structurante en cours de mise à 2 × 2 voies :
- la RD 177 vers Rennes, Guichen et Redon.

##### Navateo
Le 3 septembre 2018, un service de navettes et de transport à la demande appelé « Naveteo » est mis en place par l'intercommunalité. La commune compte ainsi 10 arrêts.
Rive Guipry :
- Église
- Super U/Commerces
- Place des Halles
- Port de Guipry
- Rue de la Chapelle

Rive Messac :
- Port de plaisance
- Bonabry
- Gare
- Mairie
- Le port

#### Réseau ferroviaire

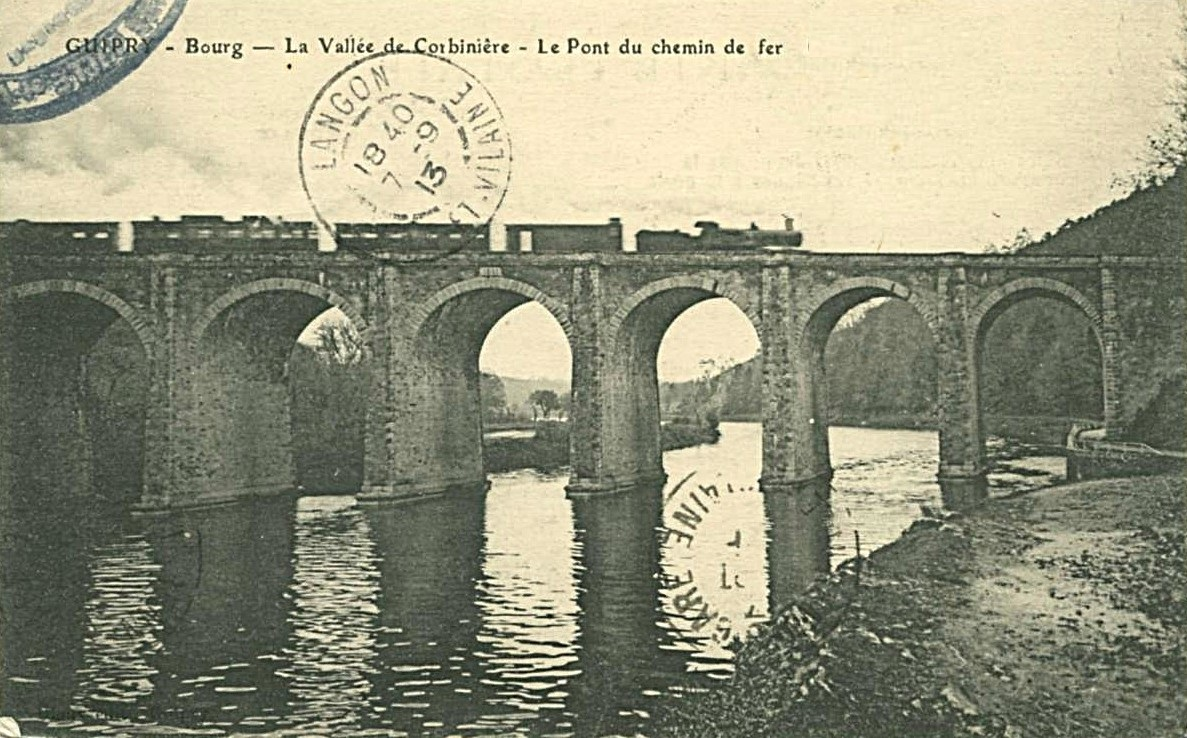
Guipry ː le viaduc ferroviaire de Corbinières (ligne de Rennes à Redon) sur la Vilaine au début du XXe siècle (carte postale).

La gare de Messac - Guipry, mise en service le 21 septembre 1862 (à l'origine, la gare dessert deux communes distinctes, Messac et Guipry, d'où son nom qui est à l'inverse de celui de la fusion ultérieure, nommée, elle, Guipry-Messac). Elle est sur la ligne de Rennes à Redon à équidistance des gares de Rennes et de Redon et met Guipry à seulement 20 minutes de ces deux villes.
Menacée de suppression à partir de 1978, le maintien de la gare est l'objet, durant plusieurs décennies, de nombreuses mobilisations d'usagers que rappelle la statue Au voyageur méprisé installée devant la gare en 1990. 

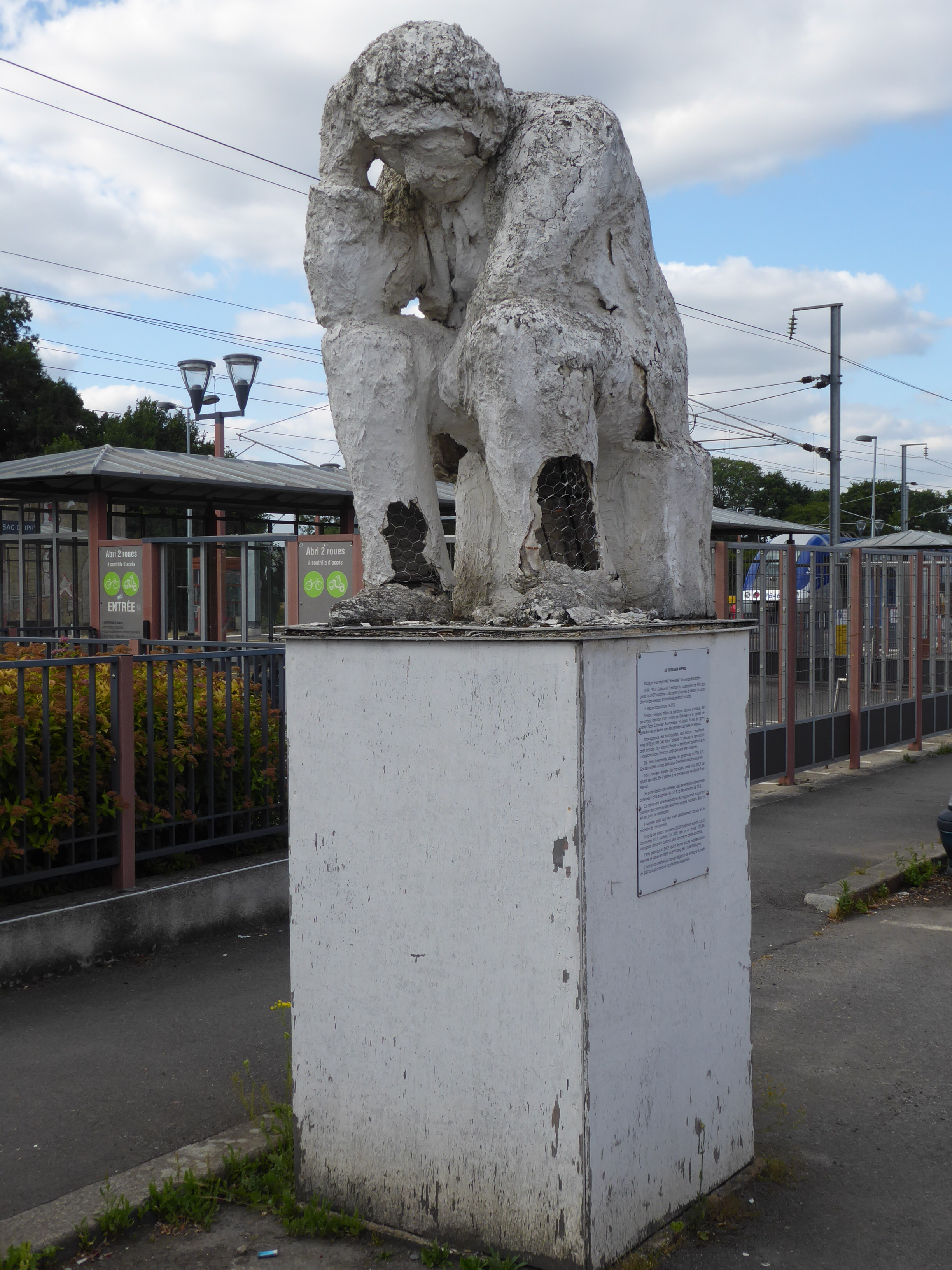
Monument hommage Au voyageur méprisé inaugurée en 1990 devant la gare de Guipry-Messac, et représentant un voyageur accablé assis sur sa valise.
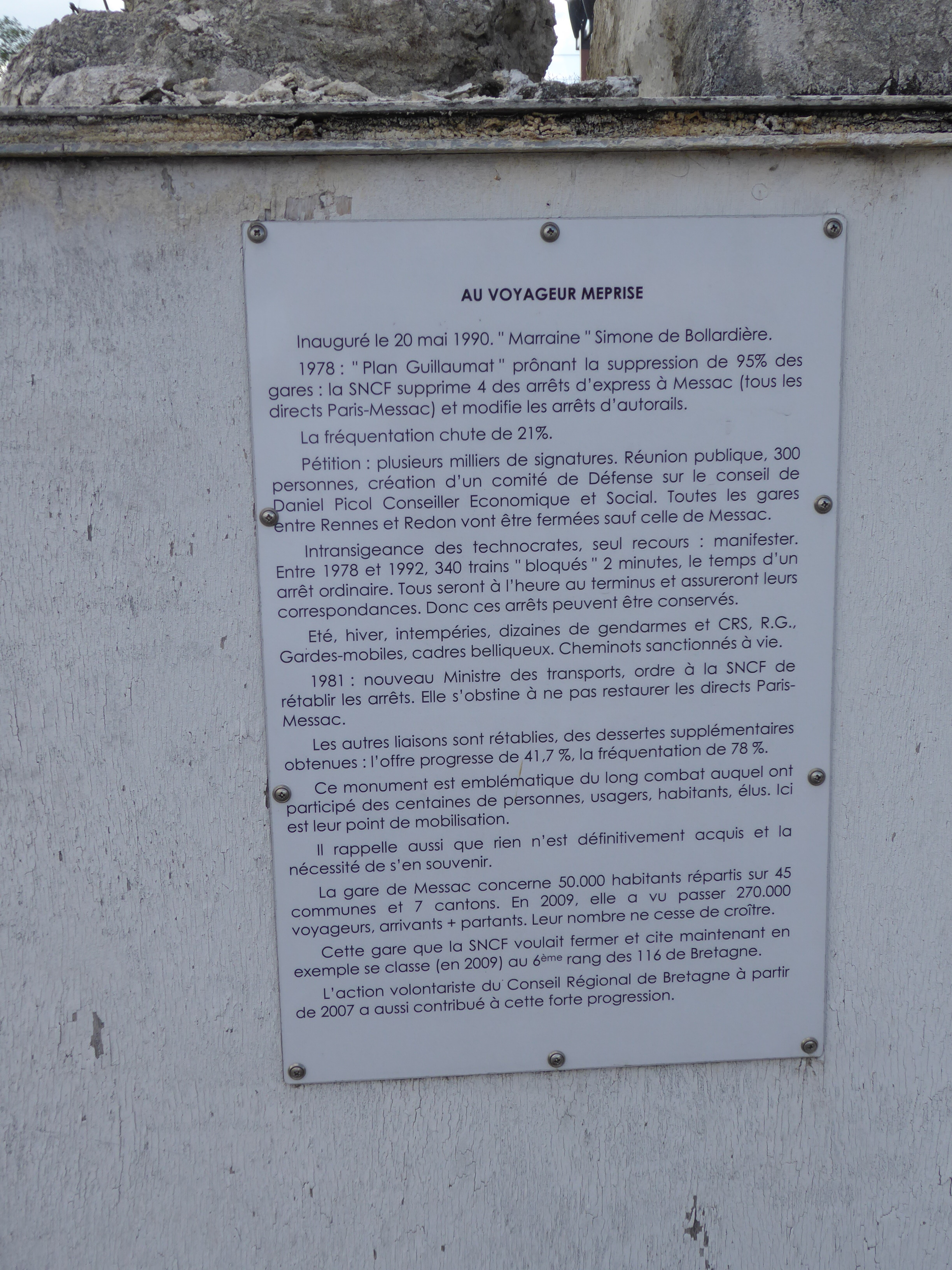
Détail de la plaque sur le piédestal de la statue, avec l'historique des mobilisations ayant permis le maintien en service de la gare.

Guipry est desservie par des trains TER Bretagne circulant sur les lignes no 04 Rennes - Nantes, no 08 Rennes - Messac-Guipry et no 15 Rennes - Redon.
- La gare de Messac-Guipry est équipée de nouveaux abris de quais à la fin de 2010 et un garage sécurisé pour vélos est créé.

#### Réseau fluvial
Le trafic marchandises a cessé depuis la décennie 1970. Le port de plaisance de Guipry-Messac, avec une capacité de 90 emplacements, a été créé en 1979 ; il a été agrandi en 1991 et a désormais une capacité de 166 emplacements et est géré par le réseau "Le boat".

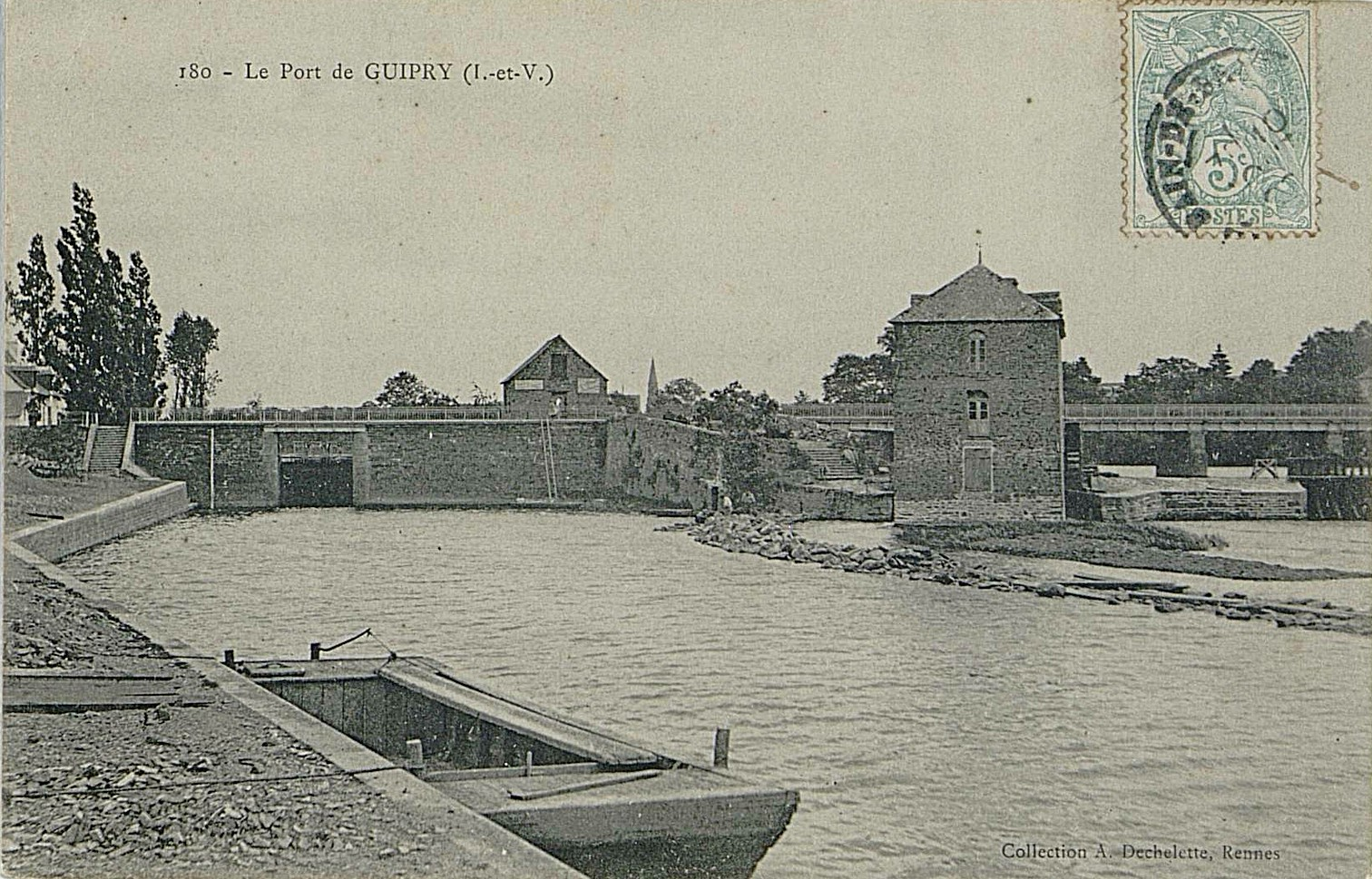
Le port de Guipry au début du XXe siècle (carte postale Dechelette).
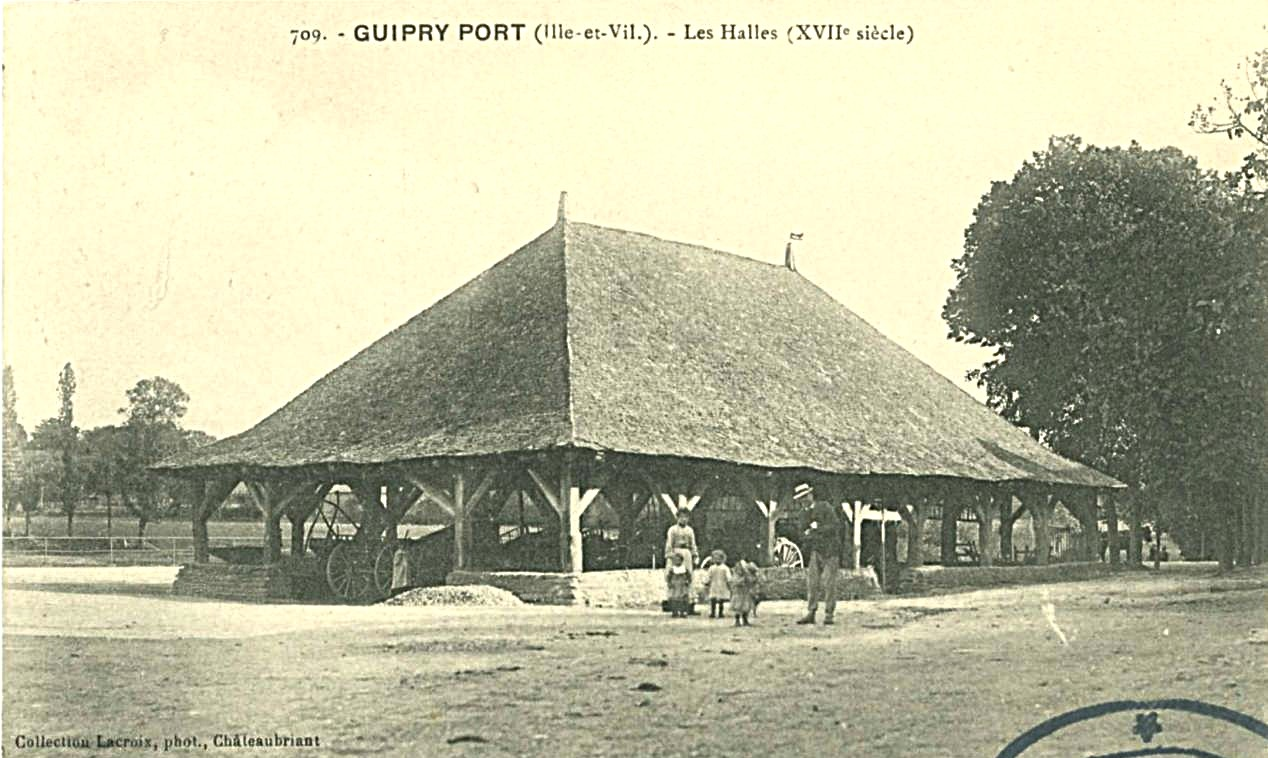
Guipry ː les halles du port (construites au XVIIe siècle) au début du XXe siècle (carte postale Lacroix).
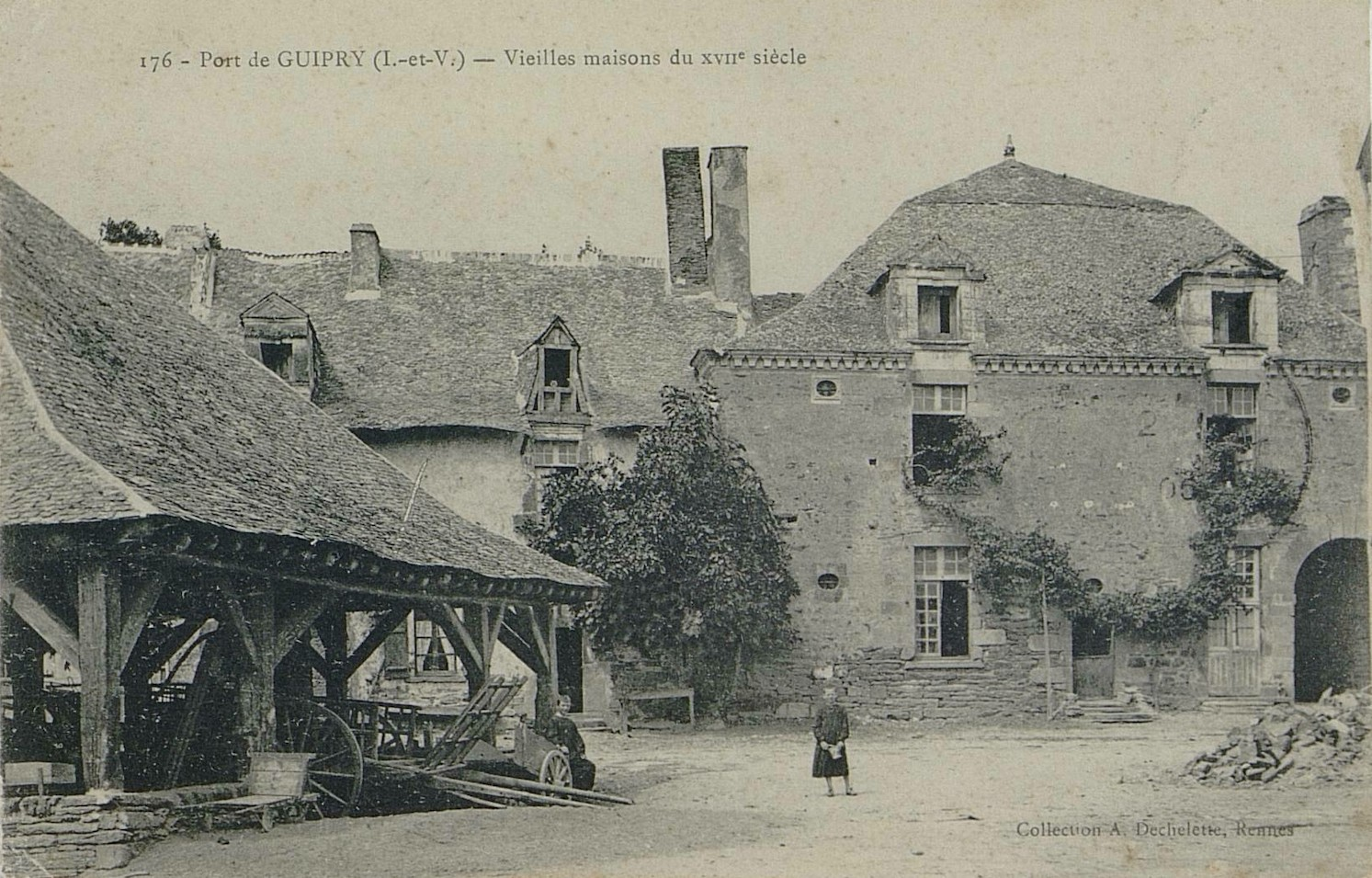
Port de Guipry ː halles et maisons du XVIIe siècle (ancienne caserne des douaniers) [carte postale Dechelette].
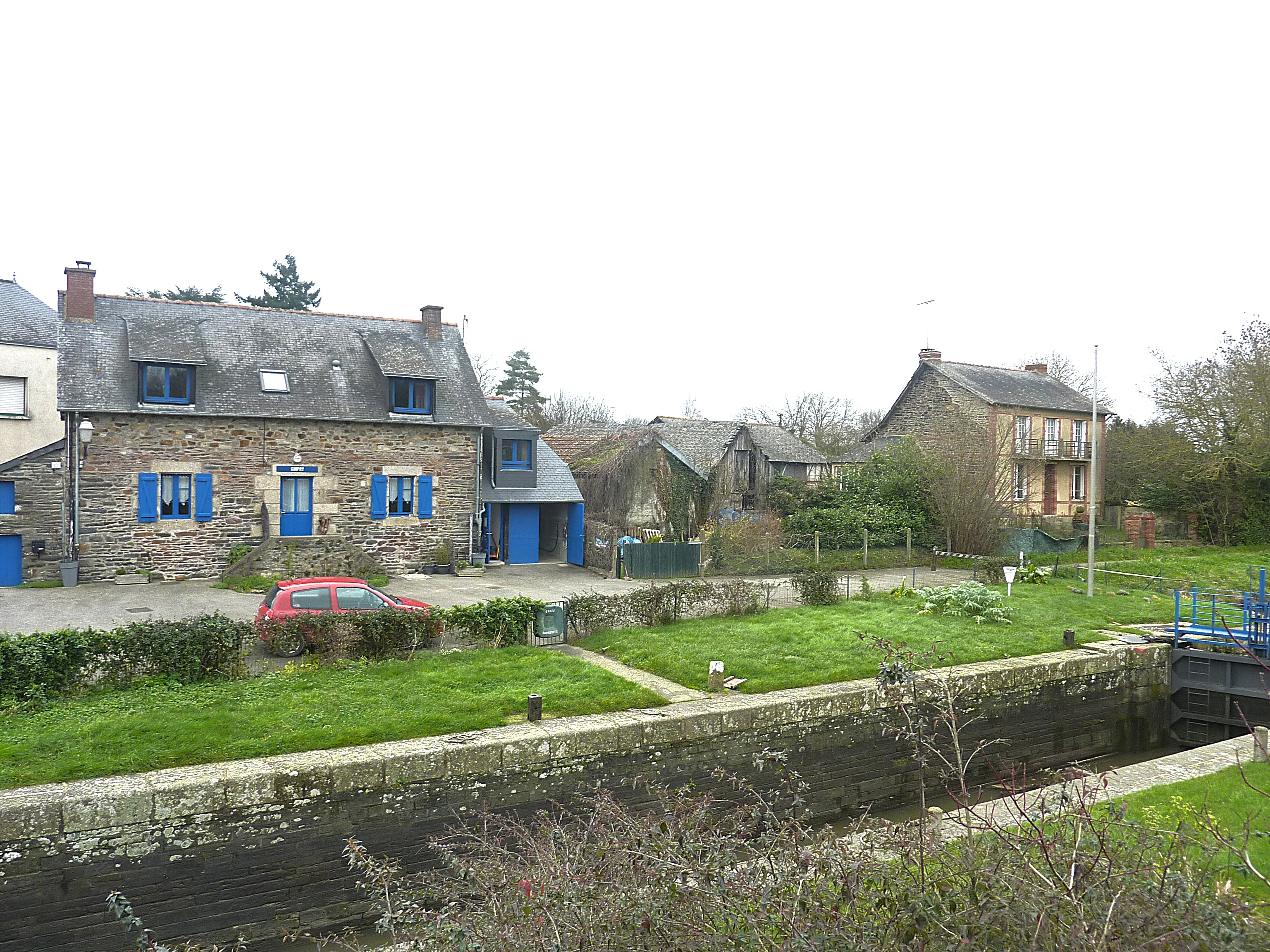
L'écluse de Guipry sur la Vilaine en 2016.
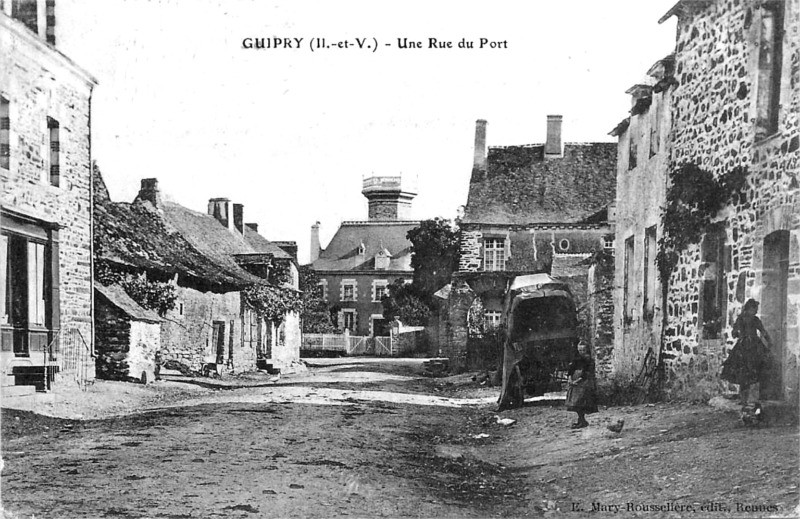
Port de Guipry ː la rue des Gabelous au début du XXe siècle (carte postale).
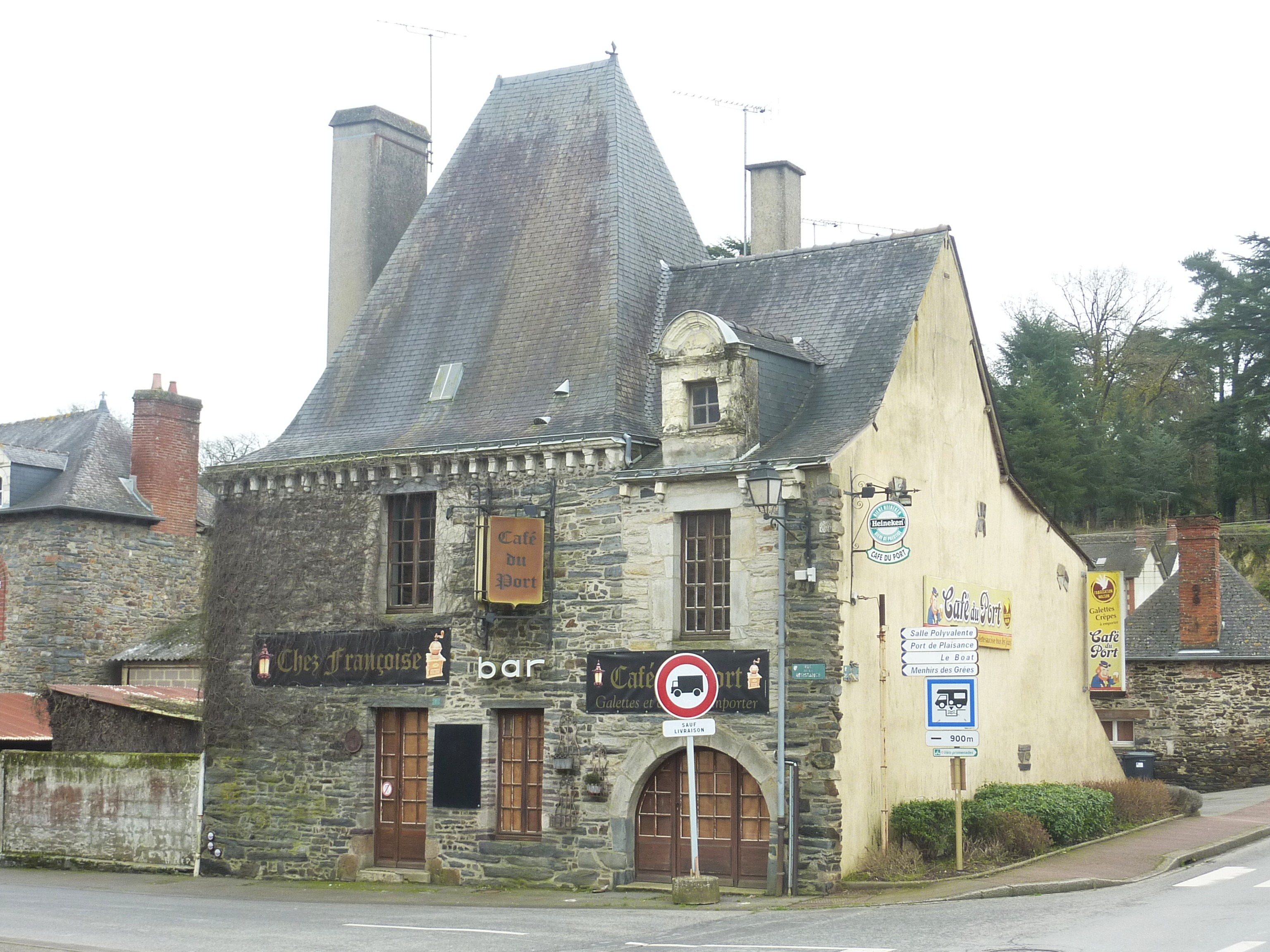
Guipry-Messac ː le Café du Port en 2016.
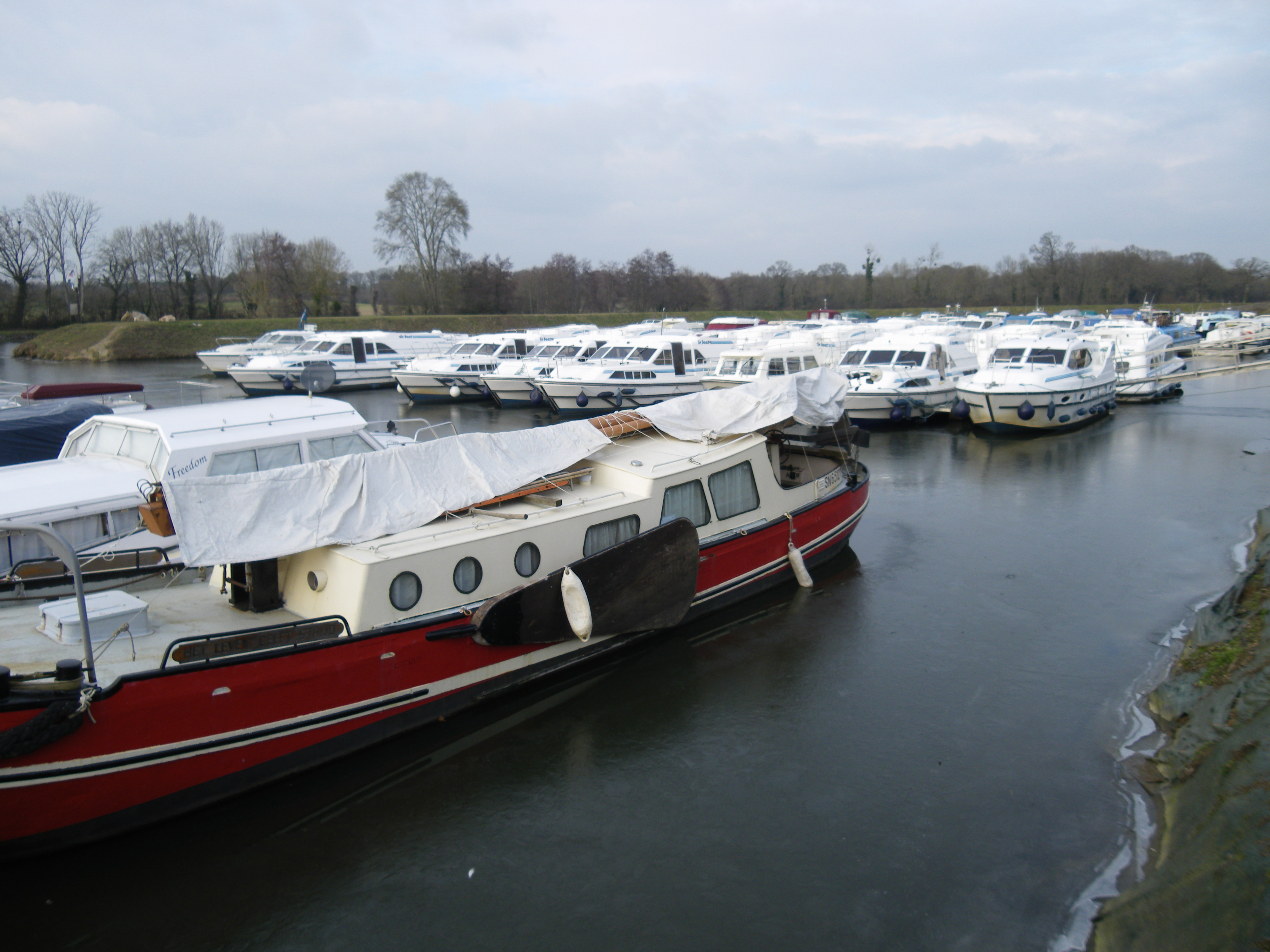
Le port de plaisance de Guipry-Messac.
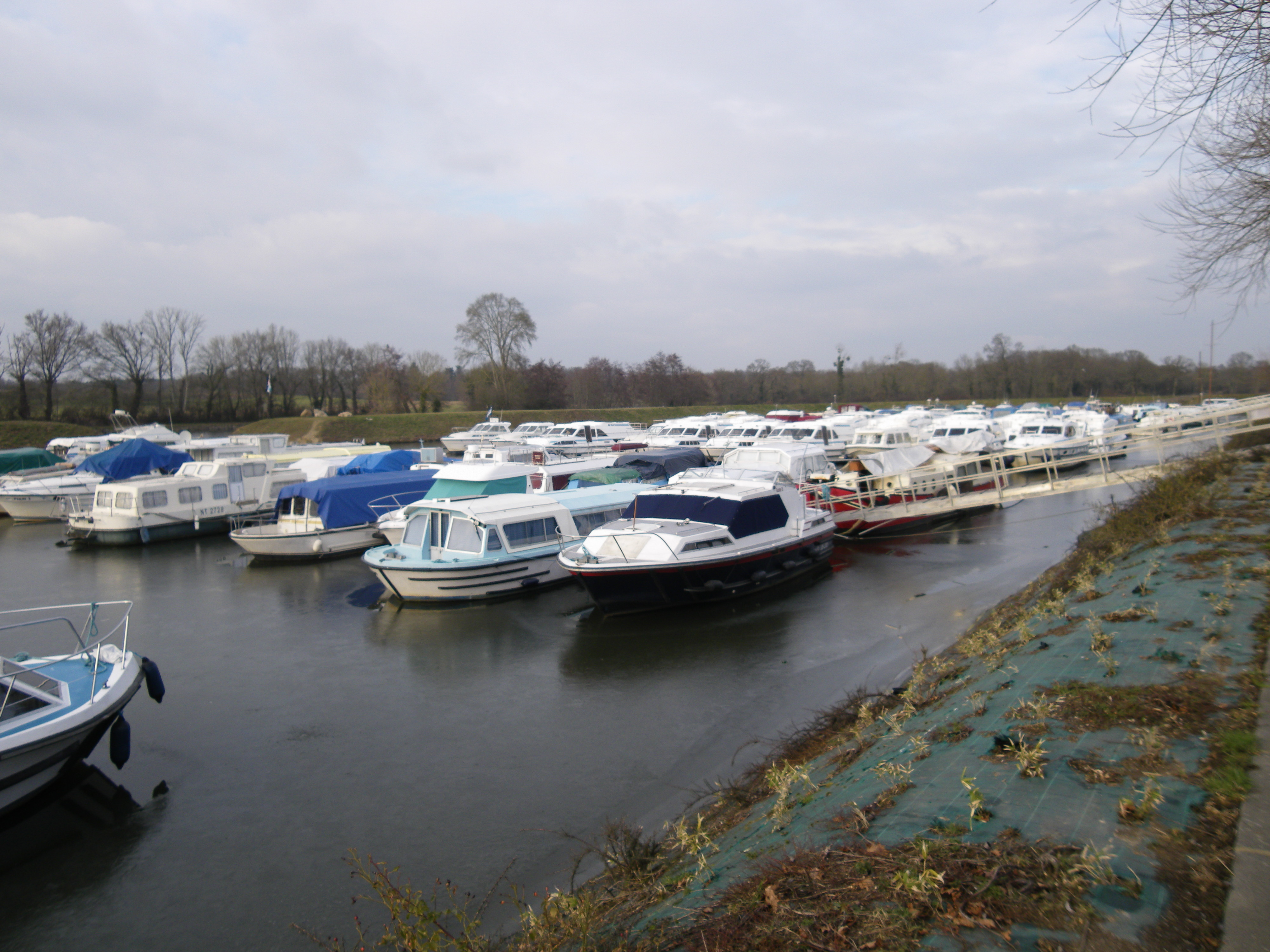
Le port de plaisance de Guipry-Messac.

### Hydrographie
Pour un article plus général, voir Réseau hydrographique d'Ille-et-Vilaine.
La commune est située dans le bassin Loire-Bretagne. Elle est drainée par la Vilaine, le Pont aux Roux, l'Eval, le Moulin Alain, le Tréfineu, les Riais, la Vionnais, le Pont David, le ruisseau de la Carrée, le ruisseau de la Chire, le ruisseau de la Martinaie, le ruisseau de launay, le ruisseau de Mélac, le ruisseau des Houtèries, le ruisseau du Goutard et le ruisseau lambert, et un autre petit cours d'eau,.
La Vilaine, d'une longueur de 218 km, prend sa source dans la commune de Juvigné et se jette  dans l'Océan Atlantique à Camoël, après avoir traversé 56 communes. Les caractéristiques hydrologiques de la Vilaine sont données par la station hydrologique située dans la commune. Le débit moyen mensuel est de 27,3 m3/s. Le débit moyen journalier maximum est de 491 m3/s, atteint lors de la crue du 4 janvier 1936. Le débit instantané maximal est quant à lui de 460 m3/s, atteint le 30 décembre 1999.
Le Pont aux Roux, d'une longueur de 21 km, prend sa source dans la commune de Bain-de-Bretagne et se jette  dans les Riais sur la commune, après avoir traversé trois communes. 
L'Éval, d'une longueur de 11 km, prend sa source dans la commune de Lohéac et se jette  dans la Vilaine à Saint-Malo-de-Phily, après avoir traversé trois communes. 

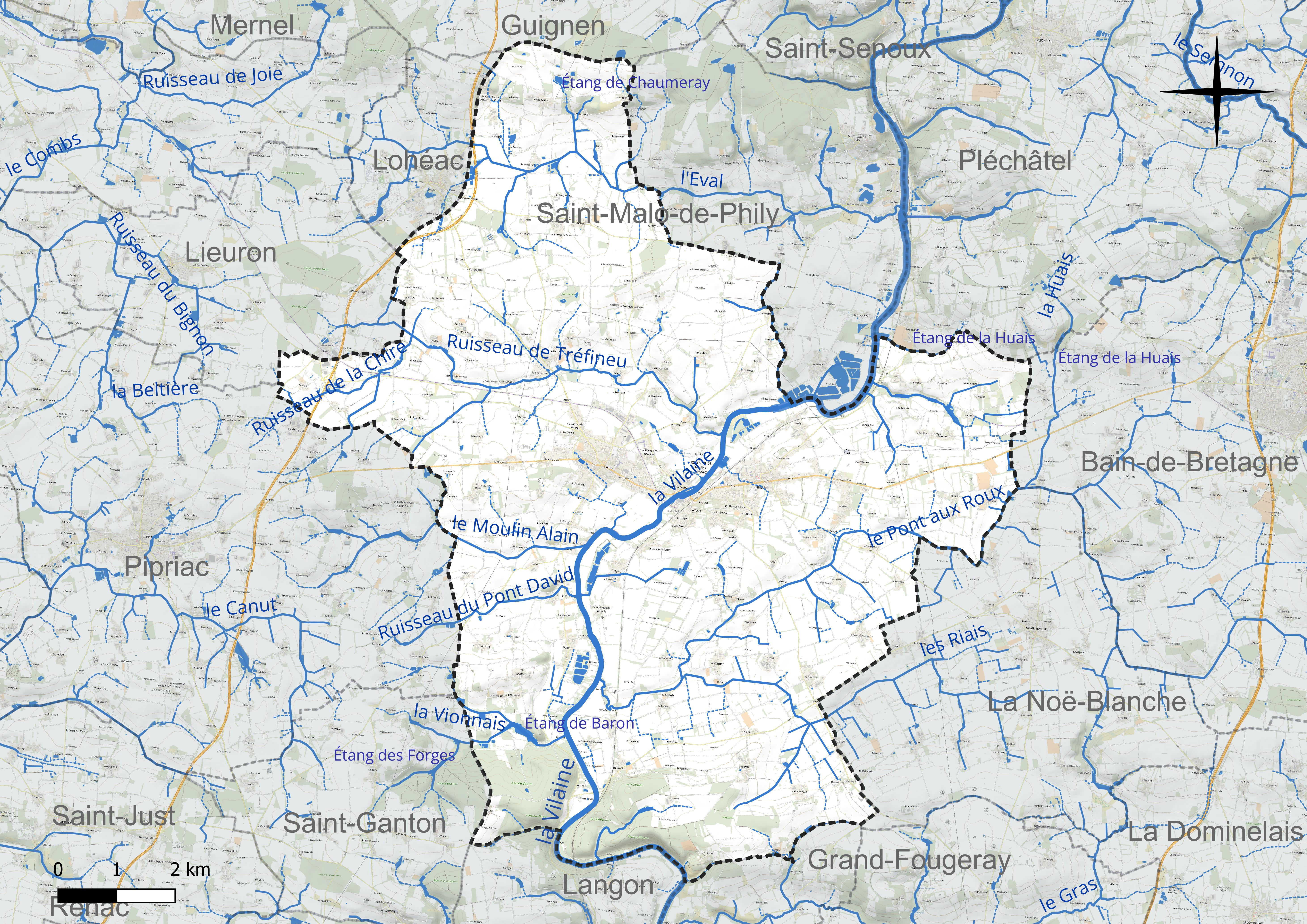
Réseau hydrographique de Guipry-Messac.

Deux plans d'eau complètent le réseau hydrographique : l'étang de Baron (5,79 ha) et l'étang de Chaumeray (2,05 ha),.

### Climat
Pour des articles plus généraux, voir Climat de la Bretagne et Climat d'Ille-et-Vilaine.
En 2010, le climat de la commune est de type climat océanique franc, selon une étude du CNRS s'appuyant sur une série de données couvrant la période 1971-2000. En 2020, Météo-France publie une typologie des climats de la France métropolitaine dans laquelle la commune est exposée à un climat océanique et est dans la région climatique Bretagne orientale et méridionale, Pays nantais, Vendée, caractérisée par une faible pluviométrie en été et une bonne insolation. Parallèlement l'observatoire de l'environnement en Bretagne publie en 2020 un zonage climatique de la région Bretagne, s'appuyant sur des données de Météo-France de 2009. La commune est, selon ce zonage, dans la zone « Sud Est », avec des étés relativement chauds et ensoleillés.
Pour la période 1971-2000, la température annuelle moyenne est de 11,8 °C, avec une amplitude thermique annuelle de 13,1 °C. Le cumul annuel moyen de précipitations est de 741 mm, avec 12,2 jours de précipitations en janvier et 6 jours en juillet. Pour la période 1991-2020, la température moyenne annuelle observée sur la station météorologique la plus proche, située sur la commune de La Noë-Blanche à 6 km à vol d'oiseau, est de 12,2 °C et le cumul annuel moyen de précipitations est de 780,5 mm,. Pour l'avenir, les paramètres climatiques de la commune estimés pour 2050 selon différents scénarios d'émission de gaz à effet de serre sont consultables sur un site dédié publié par Météo-France en novembre 2022.

## Urbanisme

### Typologie
Au 1er janvier 2024, Guipry-Messac est catégorisée commune rurale à habitat dispersé, selon la nouvelle grille communale de densité à sept niveaux définie par l'Insee en 2022.
Elle appartient à l'unité urbaine de Guipry-Messac, une unité urbaine monocommunale constituant une ville isolée,. Par ailleurs la commune fait partie de l'aire d'attraction de Rennes, dont elle est une commune de la couronne,. Cette aire, qui regroupe 183 communes, est catégorisée dans les aires de 700 000 habitants ou plus (hors Paris),.

## Toponymie

### Guipry
Guipry est mentionné pour la première fois au VIIe siècle, puis sous les formes Wicbry vers 710, Uuiperiaca [Vicaria] en 834 dans le cartulaire de l'abbaye Saint-Maur de Glanfeuil à Saint-Maur-sur-Loire (devenu Le Thoureil), Wipperica [Vicaria] en 843, Guicbri en 913, Guipri en 1101, Guipreio en 1163, Guipre en 1330, Guipri en 1351, Guibry au XVIe siècle.
D'après les formes les plus anciennes, le premier élément Gui- représente le vieux breton guic (prononcer [gwik]) qui signifie « bourg, agglomération ». Il est lui-même issu du latin vicus de même sens. Le second élément -bri est peut-être un nom de personne breton, ce qui confèrerait à Guicbri la signification suivante : « le bourg (le vicus) de Bri (du nommé Bri) ».
 Cette hypothèse est renforcée par la présence de plusieurs colonies ou paroisses bretonnes qui s'étaient fixées à l'ouest de la Vilaine. Ces colons, vraisemblablement d'origine domnonéenne avaient pour nom : Anast (Maure-de-Bretagne ; Plebs Anast en 832, Anast en 867 - 871, Ec. de Maura en 1152), Winnon (> Guignen ; Vicaria Winnona en 843, Guinnon en 1108) ou encore Bri (> Guipry).
Le nom de la commune en gallo est Ghipri prononcé [ɟipri].
La ville est aussi appelée Gwipri en breton.

### Messac
Le nom de la localité est attesté sous les formes Metiacus en 843 sur une carte de Redon, Mezac en 1089, Mechac en 1279, Messacum en 1516.
Nom de domaine d'origine gallo-romaine metiacum formé sur le nom d'homme gaulois Metius et le suffixe de localisation –acum / -iacum (du gaulois –akon / -iakon), avec le sens général de « domaine de Métius ».
Une autre hypothèse est possible : comme pour Mecé (Metiaco en 1104), le nom de Messac pourrait être composé sur le latin meta (borne) et signifierait donc « le lieu de la borne ». Messac se trouvait autrefois à un gué de la Vilaine, où passait la voie romaine d'Angers à Carhaix. La rivière marquait à cet endroit la frontière entre les cités gallo-romaines des Coriosolites, à l'ouest et des Riedones à l'est, et plus tard entre les évêchés de Saint-Malo et de Rennes.
Le nom de la commune en gallo est Messa prononcé [msa].

## Histoire

### LeXXIesiècle

#### La création de la commune nouvelle de Guipry-Messac
- 17 juin 2015 : les conseils municipaux de Messac et de Guipry votent à l'unanimité la fusion définitive des deux communes sous le statut de la commune nouvelle.
- 23 juillet 2015 : le préfet d'Ille-et-Vilaine signe l'arrêté préfectoral de création de la commune[Off. 1].

#### Le projet de parc éolien
Un projet de parc éolien à la Saussinais, à cheval entre Guipry-Messac et La Noë-Blanche, a été autorisé le 9 décembre 2019, mais est contesté par l'association "Vent d'inquiétude, défense de l'environnement du pays des Vallons de Vilaine", qui conteste l'autorisation environnementale délivrée pour trois mâts de 150 m en bout de pales et une puissance totale de 11,7 Mégawatts ; l'association, arguant de l'augmentation des nuisances sonores et des risques accrus de collision pour les chauves-souris a obtenu une prolongation des études d'impact en raison d'un redimensionnement du projet (mâts plus hauts de 30 m pour une puissance installée de 12,6 MW.

## Héraldique et logotype

### Logotype
| Blason à dessiner | Logotype de la commune nouvelle de Guipry-Messac : signification à compléter |

## Politique et administration

### Communes déléguées
| Nom            | Code Insee | Intercommunalité                        | Superficie (km2) | Population (dernière pop. légale) | Densité (hab./km2) |
| -------------- | ---------- | --------------------------------------- | ---------------- | --------------------------------- | ------------------ |
| Messac (siège) | 35176      | CC Vallons de Haute-Bretagne Communauté | 41,64            |                                   |                    |
| Guipry         | 35129      | CC Vallons de Haute-Bretagne Communauté | 50,35            |                                   |                    |

### Rattachements administratifs et électoraux
Guipry-Messac appartient à l'arrondissement et au canton de Redon, modifié lors le redécoupage cantonal de 2014.
Pour l'élection des députés, la commune nouvelle fait partie de la quatrième circonscription d'Ille-et-Vilaine, représentée depuis juin 2017 par Gaël Le Bohec (LREM). Lors des élections législatives qui suivront en 2022, Mathilde Hignet (LFI-NUPES) lui succédera.

### Intercommunalité
La commune nouvelle appartient à Vallons de Haute-Bretagne Communauté et en est la deuxième la plus peuplée derrière Guichen. Les anciennes communes de Guipry et Messac étaient membres de cette intercommunalité depuis sa création en janvier 2014.
Guipry-Messac fait aussi partie du Pays des Vallons de Vilaine.

### Administration municipale
|     | Identité             | Attributions                |
| --- | -------------------- | --------------------------- |
| 1er | Jean-Marc Gendrot    | Bâtiments communaux         |
| 2e  | Thérèse Planchenot   | Action sociale              |
| 3e  | Christophe Roul      | Finances                    |
| 4e  | Madeleine Guillonnet | Revitalisation              |
| 5e  | Rémi Pitré           | Urbanisme                   |
| 6e  | Céline Fourel        | Médiathèque et associations |
| 7e  | Christian Voland     | Voirie                      |
| 8e  | Jacqueline Fougeray  | Enfance                     |
| 9e  | Marcel Divet         | Hébergement                 |

### Liste des maires
| Période        | Période  | Identité          | Étiquette | Qualité                                                                                             |
| -------------- | -------- | ----------------- | --------- | --------------------------------------------------------------------------------------------------- |
| 8 janvier 2016 | En cours | Thierry Beaujouan | DVG       | Comptable retraité Président de Vallons de Haute-Bretagne Communauté Réélu pour le mandat 2020-2026 |

Jusqu'aux élections municipales de 2020, le conseil municipal de la commune nouvelle était constitué de l'ensemble des conseillers municipaux des anciennes communes.
À l'heure actuelle, Guipry-Messac compte 33 conseillers municipaux. La composition du conseil municipal est la suivante :

### Tendances politiques et résultats

#### Élections régionales
Les prochaines élections régionales sont prévues en 2021.

#### Élections départementales
Les prochaines élections départementales sont prévues en 2021.

#### Élections municipales
- Élections municipales de 2020 : 64,90 % (1 557 voix) pour la liste divers gauche « Guipry-Messac territoire d'avenir » conduite par Thierry Beaujouan, 35,09 % (842 voix) pour la liste divers droite « L'alternative pour Guipry-Messac » conduite par Loïc Maillet, 47,86 % de participation.

## Démographie
L'évolution du nombre d'habitants est connue à travers les recensements de la population effectués dans la commune depuis sa création.

En 2022, la commune comptait 7 243 habitants, en évolution de +5,17 % par rapport à 2016 (Ille-et-Vilaine : +5,46 %, France hors Mayotte : +2,11 %).
| 2014  | 2019  | 2022  |
| ----- | ----- | ----- |
| 6 847 | 7 107 | 7 243 |

## Économie et industrie
- Entreprise NG Biotech, biotechnologies (cette entreprise propose des examens sérologiques du coronavirus)[55]

## Vie locale

### Enseignement et petite enfance
La commune dispose de nombreux établissements scolaires. Les écoles publiques George Sand et l'école La Roche des Grées, mais aussi des établissements privés, l'école Saint Michel et l'école Jeanne d'Arc.
Pour le secondaire, Guipry-Messac dispose d'une Maison Familiale Rurale (MFR) créée en 1962.
En septembre 2020, le nouveau collège Gaël TABURET ouvre ses portes. Ce nouvel équipement financé par le département, est situé dans le secteur de la Roche des bouillon. Il accueille 453 élèves à la rentrée 2023.
Ce sont près de 1300 élèves qui sont scolarisés sur la commune.

### Santé, services d'urgence et sécurité
- Centre d'incendie et de secours (2) : un à Guipry (zone industrielle de Pelouaille), un à Messac (avenue de Pelouine).

### Équipements culturels et sportifs
- Médiathèque
- Cinéma associatif Alliance, classé Art et Essai (185 places)
- MJC - Espace socioculturel, Avenue du Port
- Cyber-base communautaire (accès aux outils numériques)
- Arboparc communal (arboretum), créé en 2015
- Piscine communautaire, gérée par Vallons de Haute-Bretagne Communauté
- Parc des sports Georges Hochard (football, basket, tennis, beach-volley)
- Espace Claude Michel (football, basket, badminton, gymnastique, volley-ball, tennis, boxe chinoise, yoga)
- Skate-parc, Rue de l'Étang

## Personnalités liées à la commune

### Guipry
- Pierre François Janvier, sieur de La Motte, huissier du Parlement de Bretagne.
- Jean Daty, combattant guipryen français dans l'armée américaine (1778-1783).
- Augustin Rolland de Rengervé, zouave du bataillon des zouaves pontificaux.
- Hyacinthe Rolland de Rengervé, vicaire, martyr de la Révolution française.
- Pierre-Marie Hamon, né à Guipry, missionnaire en Cochinchine (1875).
- Stéphane Daniel, écrivain.
- Claude K'oullé, artiste peintre décédé en 2004, premier prix des Beaux-Arts de Rennes, lauréat de nombreux concours de peinture en France et à l'étranger.
- Michka Chramosta[56], artiste peintre, né à Teplice-Sanov en Slovaquie.

### Messac
- Erispoë, roi de Bretagne, fils de Nominoë, est battu lors de la bataille qu'il livre en 843 (Bataille de Messac) au Port-Neuf contre les troupes de Charles le Chauve commandées par Renaud de Nantes (Rainald).
- Thomas Le Roy, né à Tréhel, en Messac, de Raoul Le Roy et de Marie de Cazillon ; mort à Rome, évêque élu de Dol, le 21 octobre 1524.
- Jean-Baptiste de Pontcarré de Viarmes, intendant de Bretagne (château de Bœuvres).
- Denis Denis, sieur des Noës, natif de Messac, mais habitant l'île de Saint-Domingue, lègue par testament du 10 mars 1739, 10 000 livres aux pauvres de sa paroisse natale, ordonnant que chaque année les marguilliers de Messac en distribueraient la rente aux cinquante pauvres les plus nécessiteux, après avoir pris l'avis du recteur.
- Bernot[57] (mort en 1733), premier ermite de Bœuvres. Élit domicile sur un éperon rocheux dominant la Vilaine sur le site de Corbinières.
- Jacques-Noël Félin[58] (mort au port de Messac le 18 juillet 1759), frère du Tiers-Ordre de Saint-François, deuxième ermite de Bœuvres. Creuse son habitation à l'intérieur même du rocher.
- Jean-Marie Nicolas Fréteau XVIIIe, chirurgien et médecin (spécialiste des émissions sanguines), né le 13 mars 1767 à Messac, mort le 9 avril 1823 à Nantes. S'établit à Nantes, puis à Paris. Membre de la Société académique de Nantes et de Loire-Atlantique.
- Blanchet, cultivateur du Port de Messac introducteur de la pomme de terre en France, selon Antoine Parmentier.
- Amélie Laprade, née à Spandau en Prusse le 31 août 1811, morte au  « Bois Jacquelin » à Messac le 28 décembre 1891 et enterrée au cimetière de Messac (carré 2, à gauche, 2e rang, 3e tombe), fille de Karl-Wilhelm Naundorff qui prétend être Louis XVII, .
- Marcel Allard, général, chef de l'Armée secrète pour la zone M2 en 1944. Son épouse, Marguerite, et sa belle-fille, Madeleine, sont arrêtées le 1er décembre 1943 après avoir protégé sa fuite, et déportées à Ravensbrück. Marguerite y est assassinée par les nazis en février 1945, Madeleine rentre en mai 1945, très malade.
- Louis Bourgeais, chef du groupe de résistance, 1942-1944.
- Gaël Taburet (1919-2017), né le 12 novembre 1919 à Messac, engagé dans l'armée de l'air à 18 ans, aviateur et héros de l'escadrille Normandie-Niemen[59], décoré de cinq médailles soviétiques, dont celle de l'ordre du Drapeau rouge.
- Georges Le Sant, né à Messac le 5 décembre 1914, mort le 13 septembre 2000. Fusilier marin engagé dans la France libre en juillet 1940 il est affecté à sa demande au 1er Bataillon de Fusiliers Marins.
- Henri Chenais, né à Messac le 18 novembre 1908, épouse en 1935 Madeleine Lorin, fille d'un industriel local. Officier-mécanicien sur le sous-marin l'Ajax coulé lors de la bataille de Dakar le 24 septembre 1940, il est repêché par les Anglais et rejoint le Général de Gaulle à Londres. Il terminera sa carrière en 1968 au grade de vice-amiral. Décédé le 8 septembre 2000, il est enterré à Antrain.
- Vincent Cawiezel (prêtre Irlandais) plante des pommes de terre pour la première fois en France, à Messac en 1771[60].
- Elton « Pete » Hoyt (1920-2008), pilote américain du « Battlin'Bobbie », d'un B17 qui s'est écrasé dans la commune le 16 septembre 1943. Administrateur de plusieurs firmes dans l'Ohio.
- Michel Briand, né à Messac, missionnaire à Haïti, victime d'une prise d'otages en avril 2021 à Port-au-Prince.

## Lieux et monuments

### Monuments historiques
La commune nouvelle abrite deux monuments historiques :
- Le château des Champs à Guipry, construit au XVIIe siècle et considérablement agrandi au XVIIIe siècle en utilisant notamment des matériaux provenant du château de Lohéac. Le château et ses dépendances, pour leurs façades et toitures, ainsi que sa chapelle, son four et ses douves, ont été inscrits au titre des monuments historiques par arrêté du 6 mai 1966[61].
- Le temple de la Coëfferie à Messac, ancienne chapelle d'une commanderie de Templiers édifiée en 1217. Elle a été inscrite par arrêté du 2 mars 1981[62].

|                        |
| Le château des Champs. |

|                            |
| Le temple de la Coëfferie. |

### Autres monuments et sites
Sur le territoire de l'ancienne commune de Guipry :
- L'église Saint-Pierre, (XIe ou XIIe siècle - XXe siècle). L'existence de l'église est attestée dès 1152. Si l'église garde globalement sa structure romane (trois vaisseaux, plan en croix latine à chevet plat), elle subit ensuite de nombreuses modifications. Le clocher-porche est construit au XVIIIe siècle. En 1929, l'architecte Depais fait modifier les baies et reprend totalement l'intérieur jusqu'à en rendre les dispositions d'origine difficilement lisibles. Les chapiteaux corinthiens de la nef sont sculptés à cette époque par Bouvier[63]. Les parties romanes les mieux préservées sont le porche sud à trois voussures, en réemploi, et l'extérieur du chevet plat, soutenu par trois contreforts et originellement percé de deux étroites fenêtres de plein cintre qu'on discerne bien qu'elles soient rebouchées (la baie murée qu'on devine au pignon est percée ultérieurement)[64]. L'église dispose d'un abondant mobilier religieux[65].

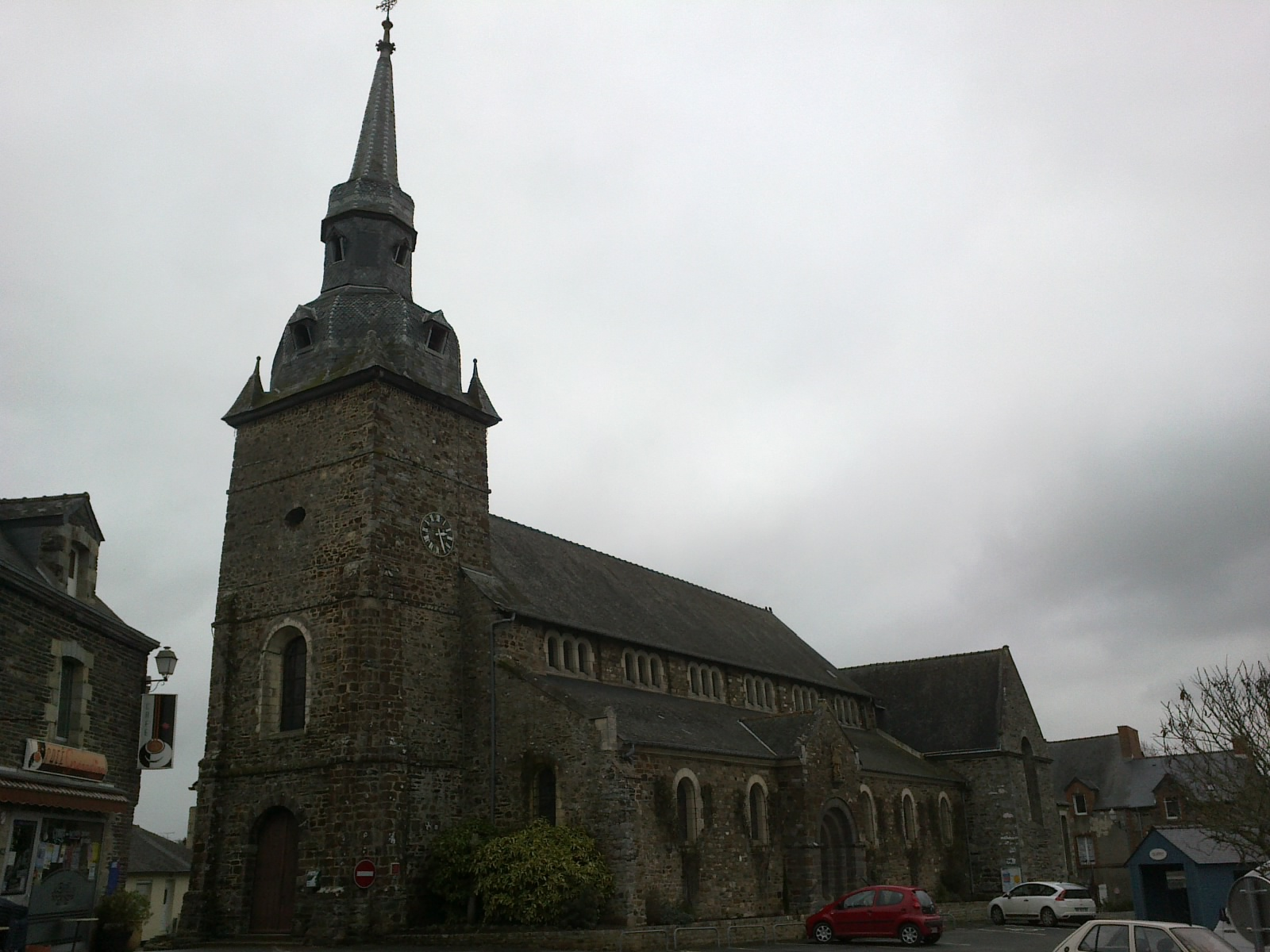
L'église Saint-Pierre.
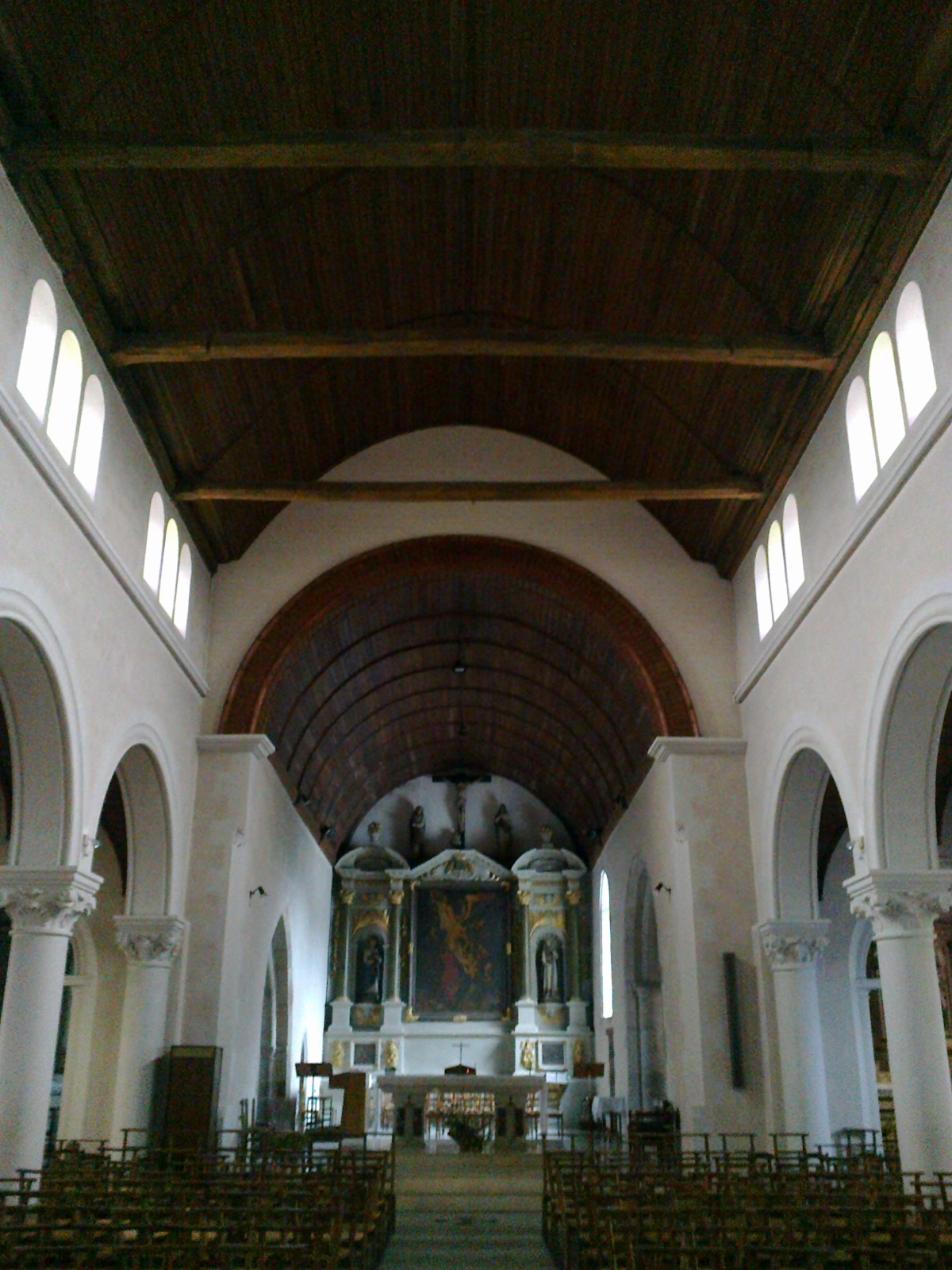
L'intérieur de l'église.

- La chapelle Notre-Dame-du-Bon-Port, construite en 1644, restaurée en 1880 par la famille Bellamy qui la possédait alors, et à nouveau au milieu du XXe siècle à la suite des destructions subies pendant la Seconde Guerre mondiale[66] ;

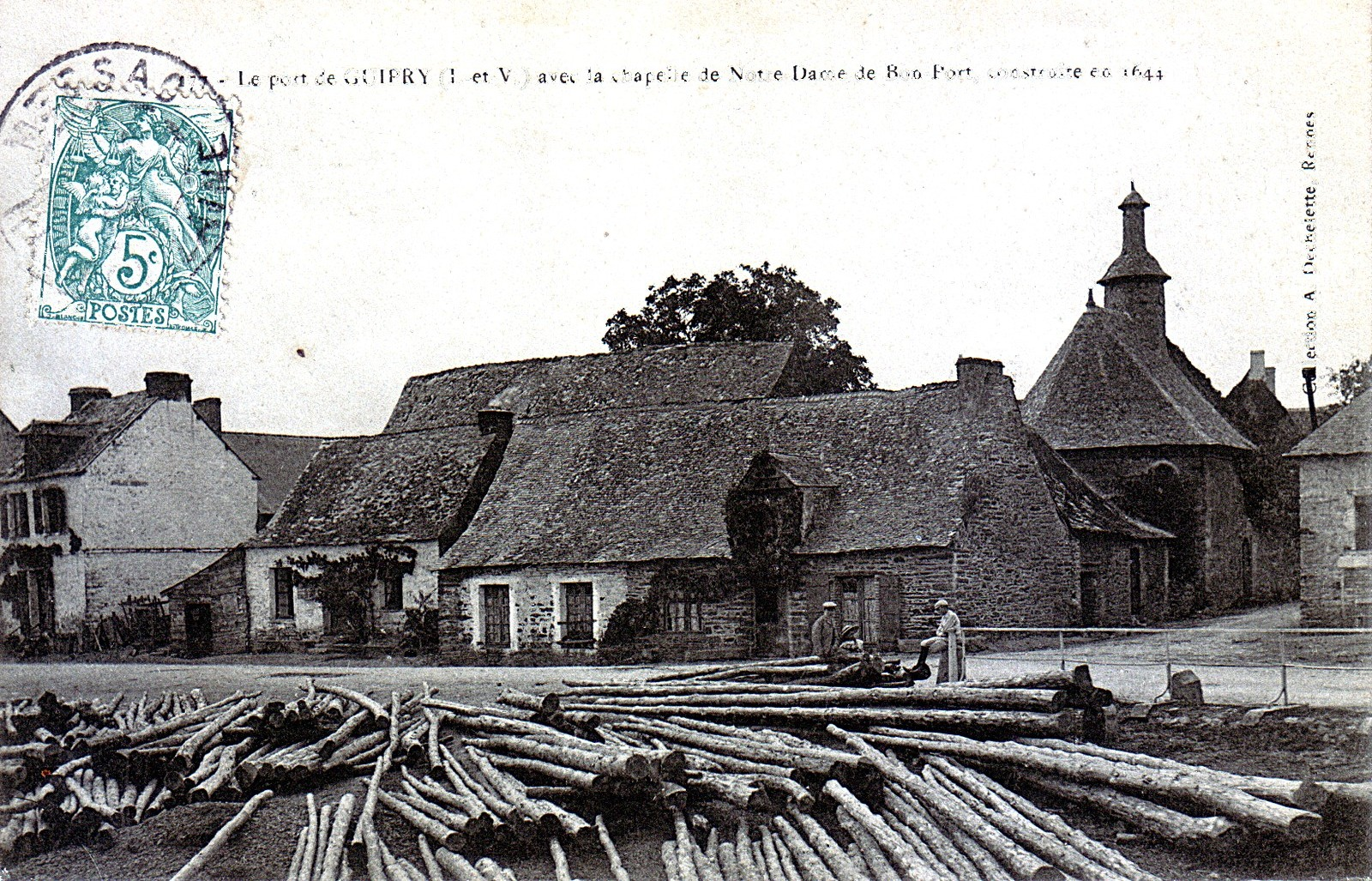
Le port (bois sur le quai) et la chapelle Notre-Dame-du-Bon-Port au début du XXe siècle (carte postale Dechelette).
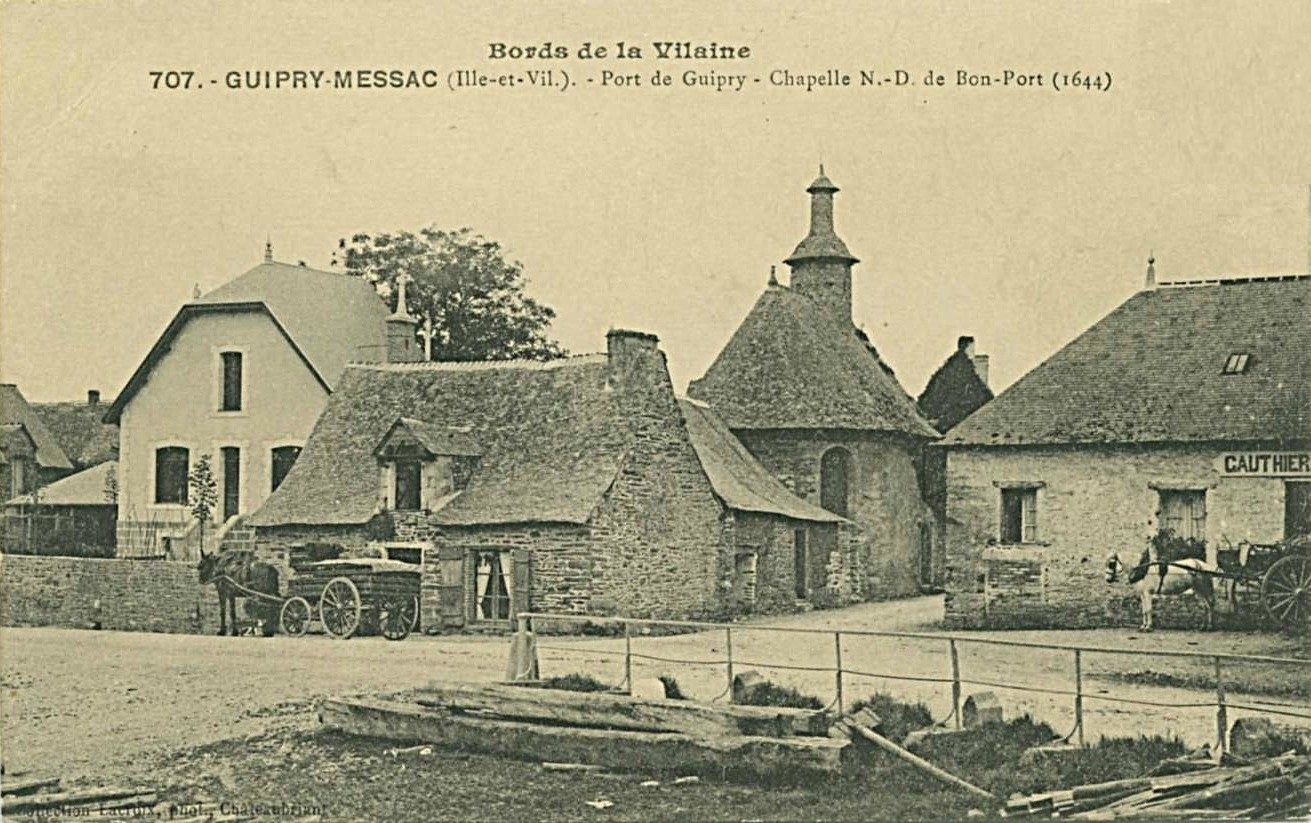
La chapelle Notre-Dame-du-Bon-Port au début du XXe siècle (carte postale Lacroix).
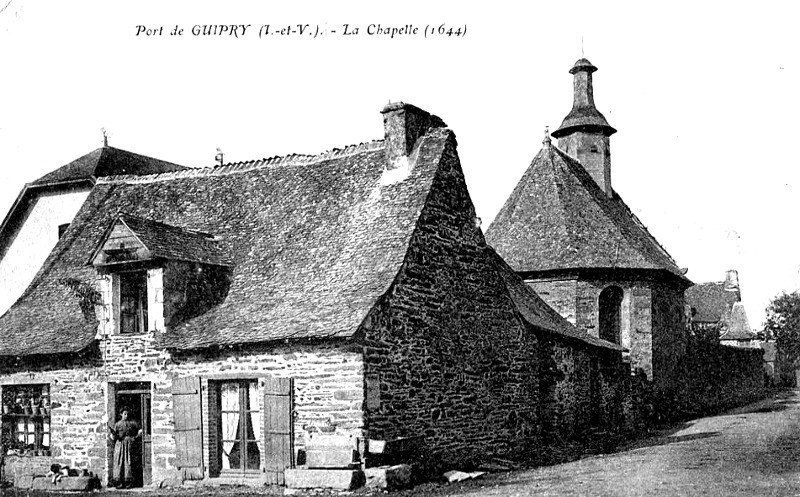
La chapelle Notre-Dame-du-Bon-Port au début du XXe siècle (carte postale).
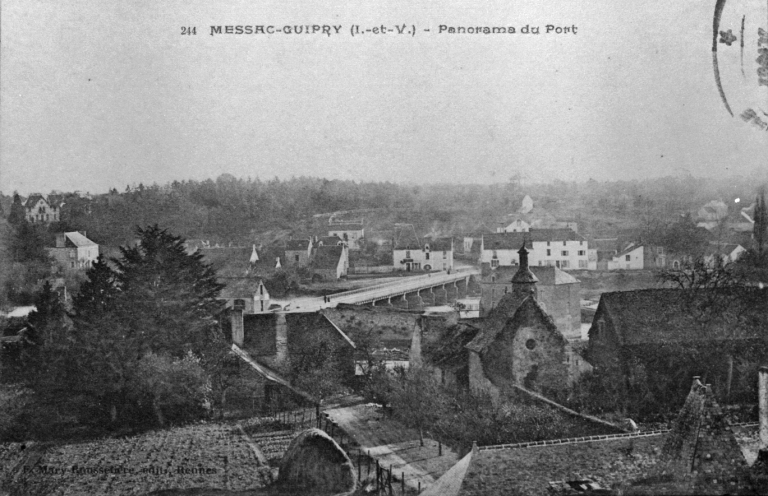
La chapelle Notre-Dame-du-Bon-Port et le pont routier sur la Vilaine au début du XXe siècle (carte postale).
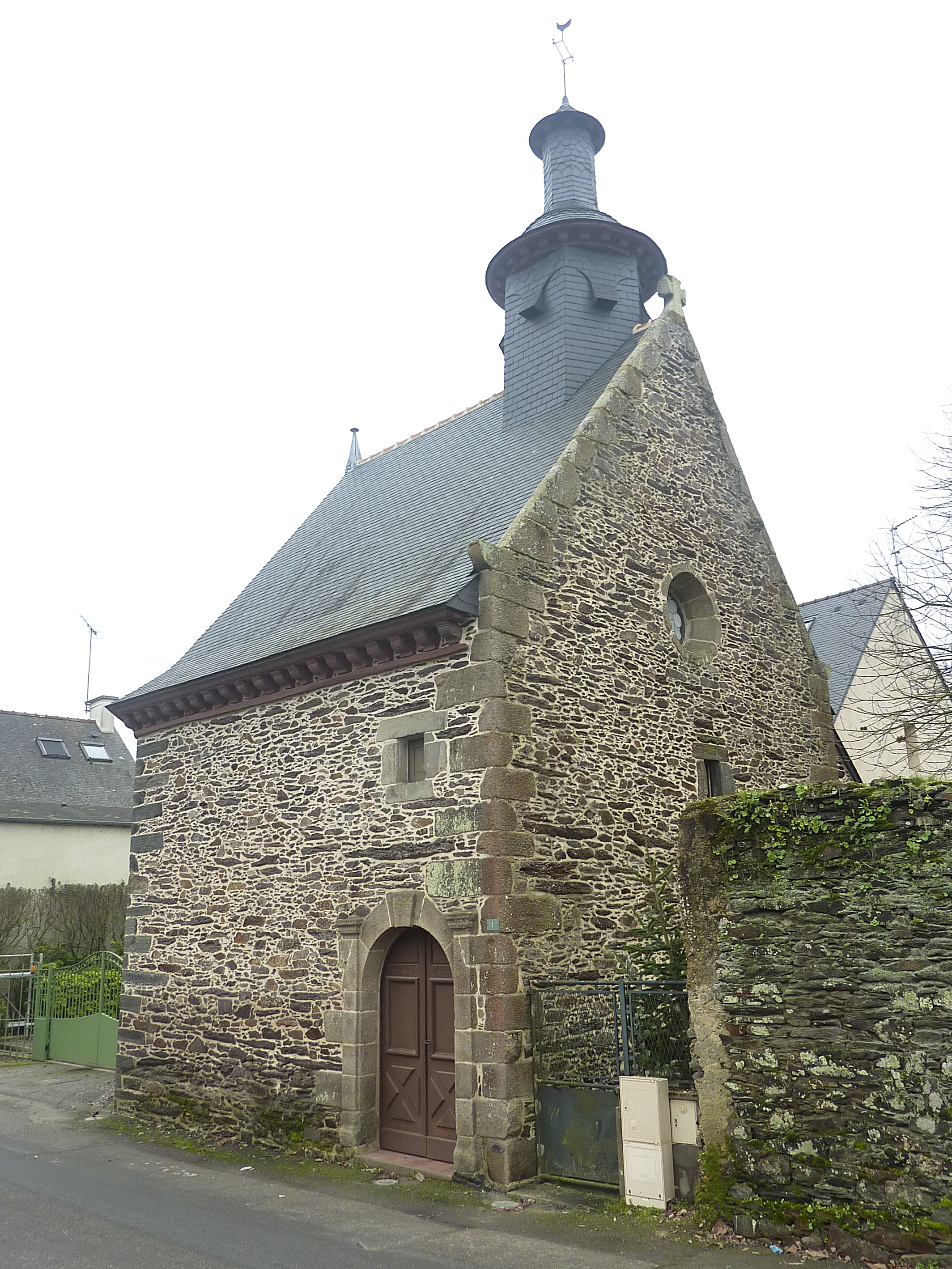
La chapelle Notre-Dame-du-Bon-Port en 2016, vue extérieure d'ensemble.
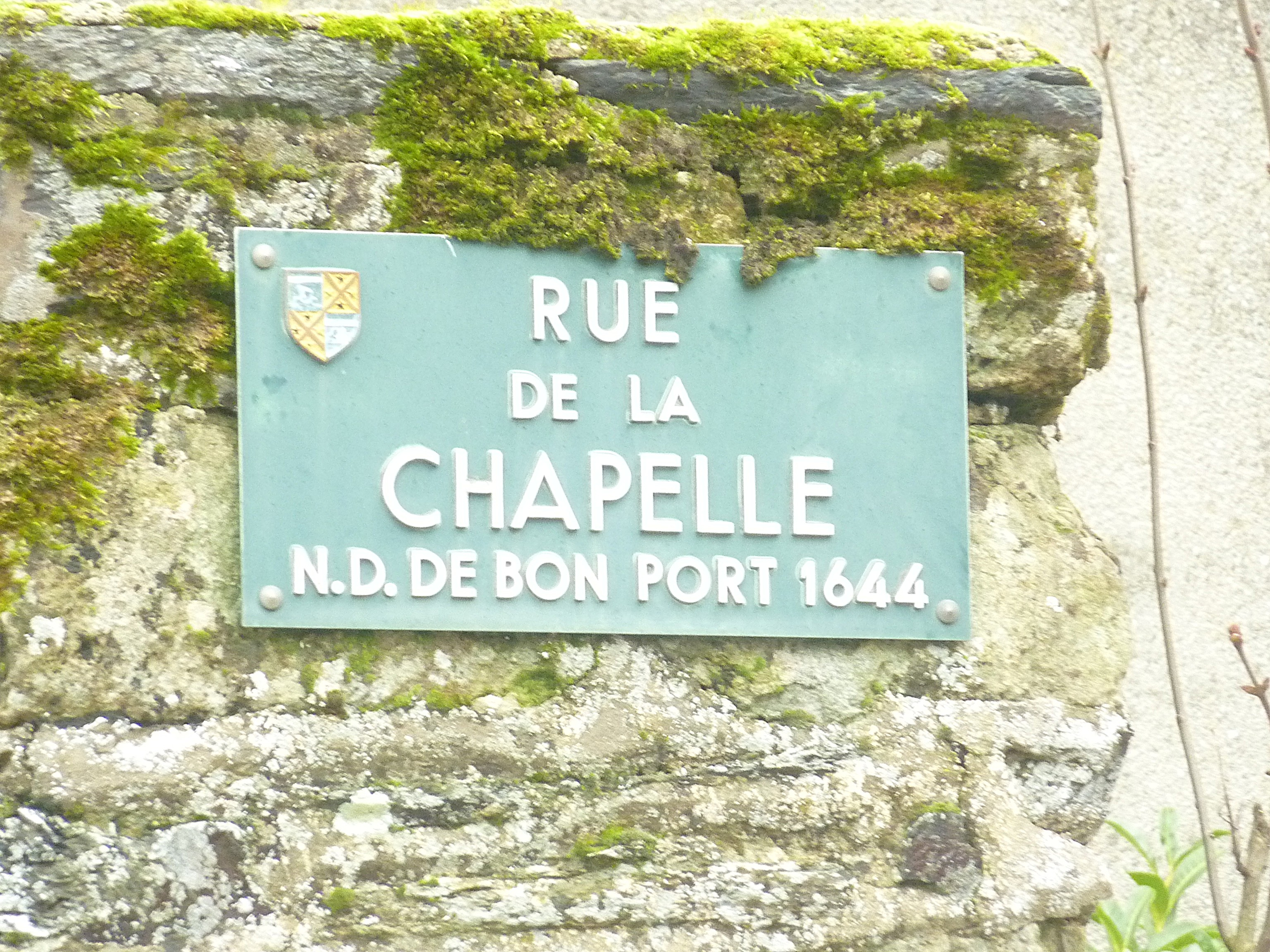
La plaque de rue de la Rue de la Chapelle (Notre-Dame-du-Non-Port, 1644).

- Le site de Baron
- Le site de Corbinières
- Le château de la Provostière avec sa forêt
- Le site de Chaumeray
- L'écluse de Mâlon
- L'ancienne minoterie sur la Vilaine

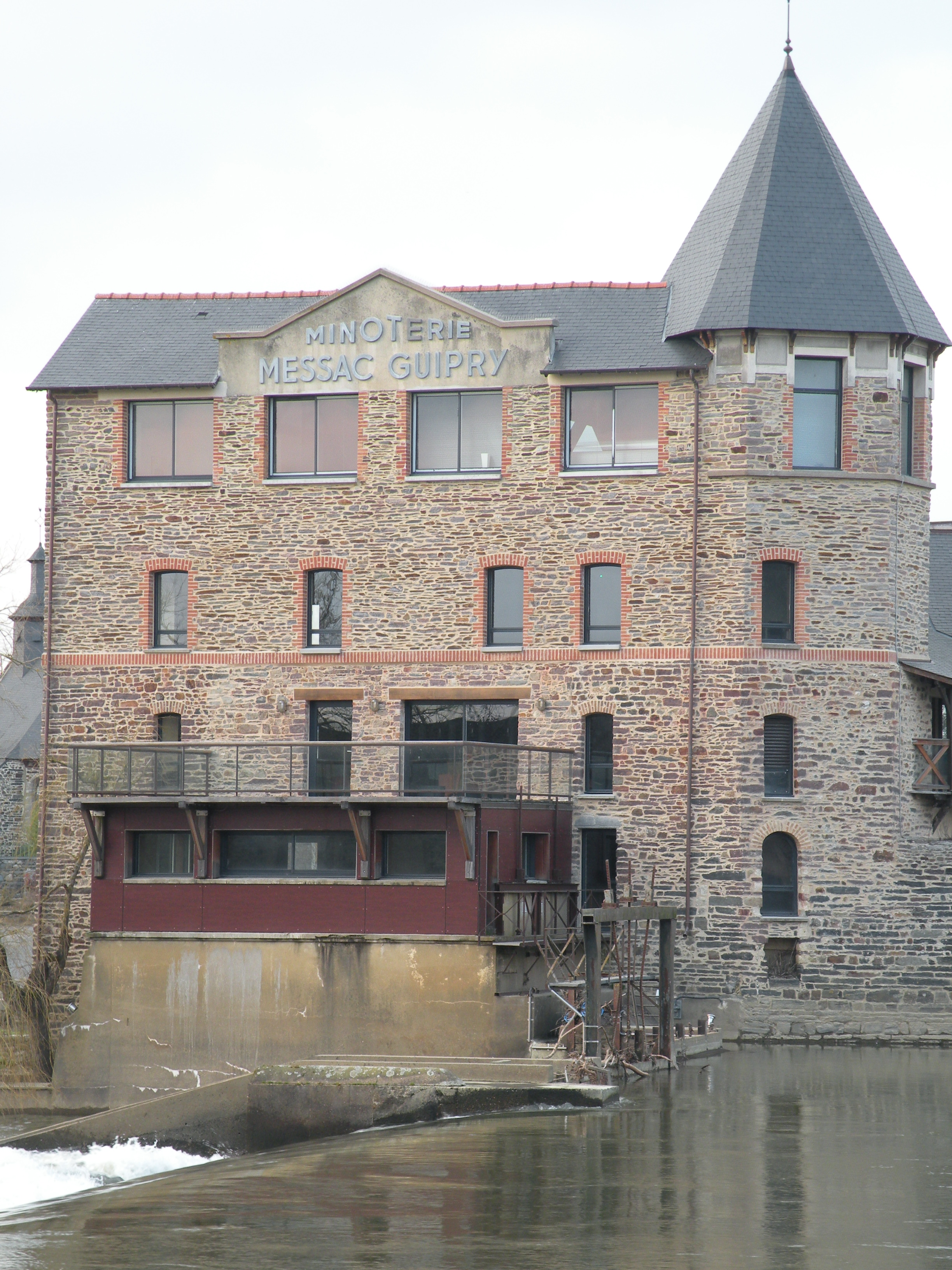
L'ancienne minoterie sur la Vilaine.

- Maisons anciennes dans le quartier du port ;

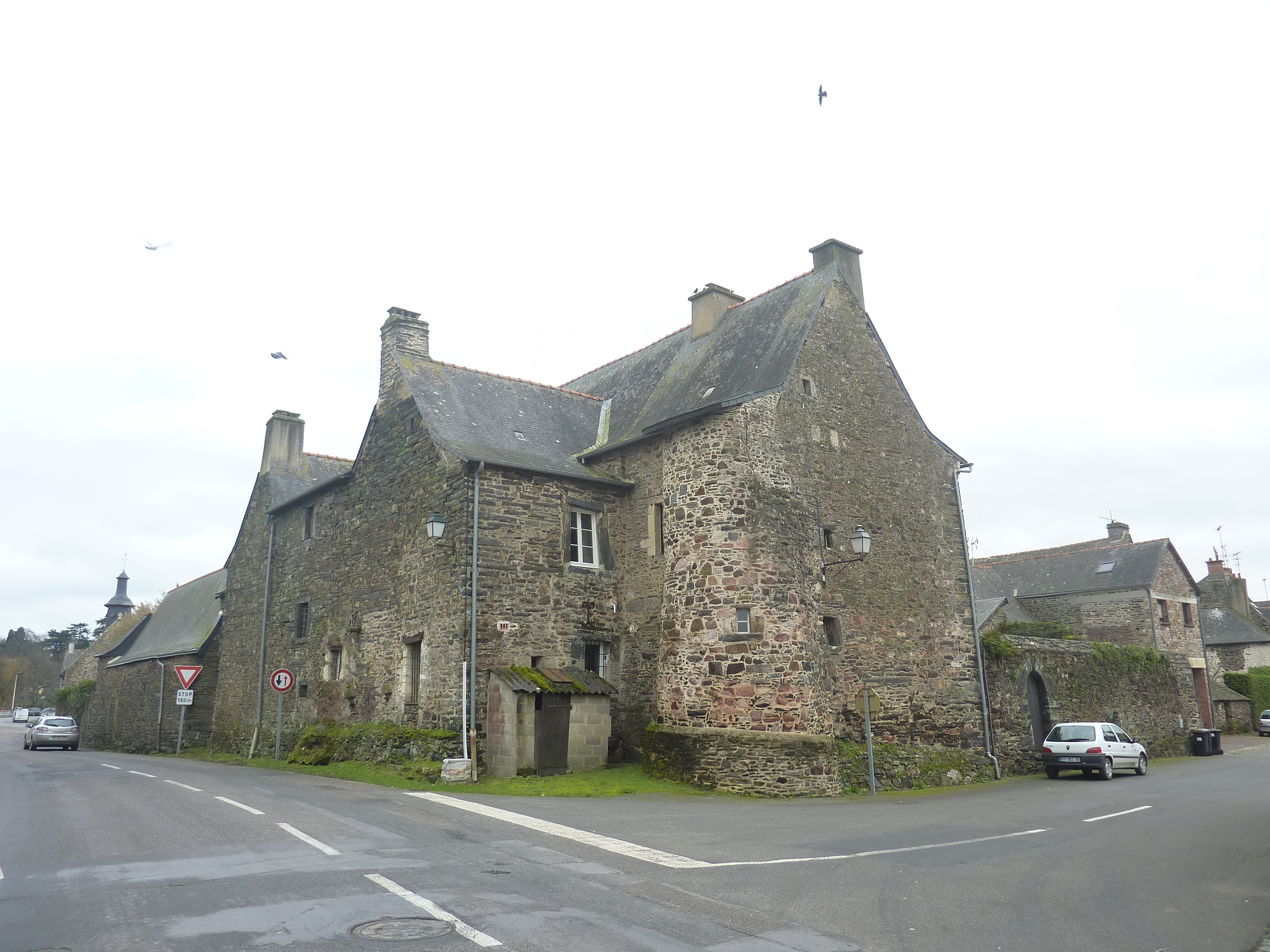
Guipry ː maisons anciennes dans le quartier du port en 2016.

Sur le territoire de l'ancienne commune de Messac :
- Le port, signalé au XIe siècle, est l'ancien port de la ville de Rennes[réf. nécessaire].
- Le château de Bœuvres construit probablement pour François Huart au début du XVIIe siècle, incendié pendant la Révolution. Restauration et remaniement vers 1900.
- Le château du Hardaz, motte féodale avec fossés mentionnés en 1685. vestiges d'un château construit au XVIIe siècle.
- Le château de La Pommeraie, autrefois nommé Coascon-Bardoul, construit dans la première moitié du XVIIe siècle. Il subside un logis, un colombier et une chapelle.
- le château de Vautenet, du XVIe siècle, avec une chapelle du XVIIe siècle. Ancien siège d'une haute justice.
- Le menhir des Grées.
- Le moulin à eau de Raulin.
- Le moulin à vent de Corméré.
- Le moulin à vent de Bodel.

## Galerie

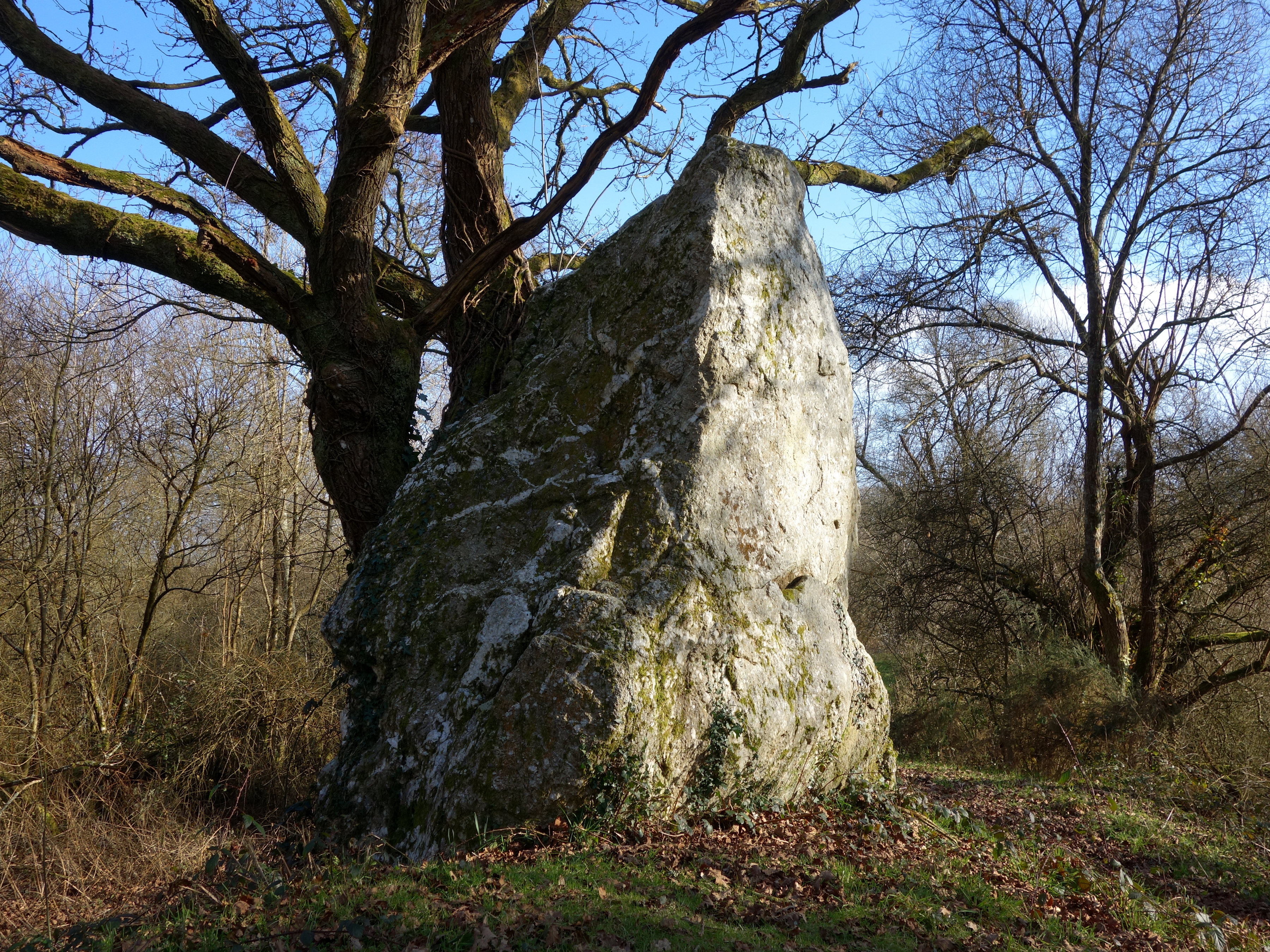
Le grand menhir des Grées en 2015.
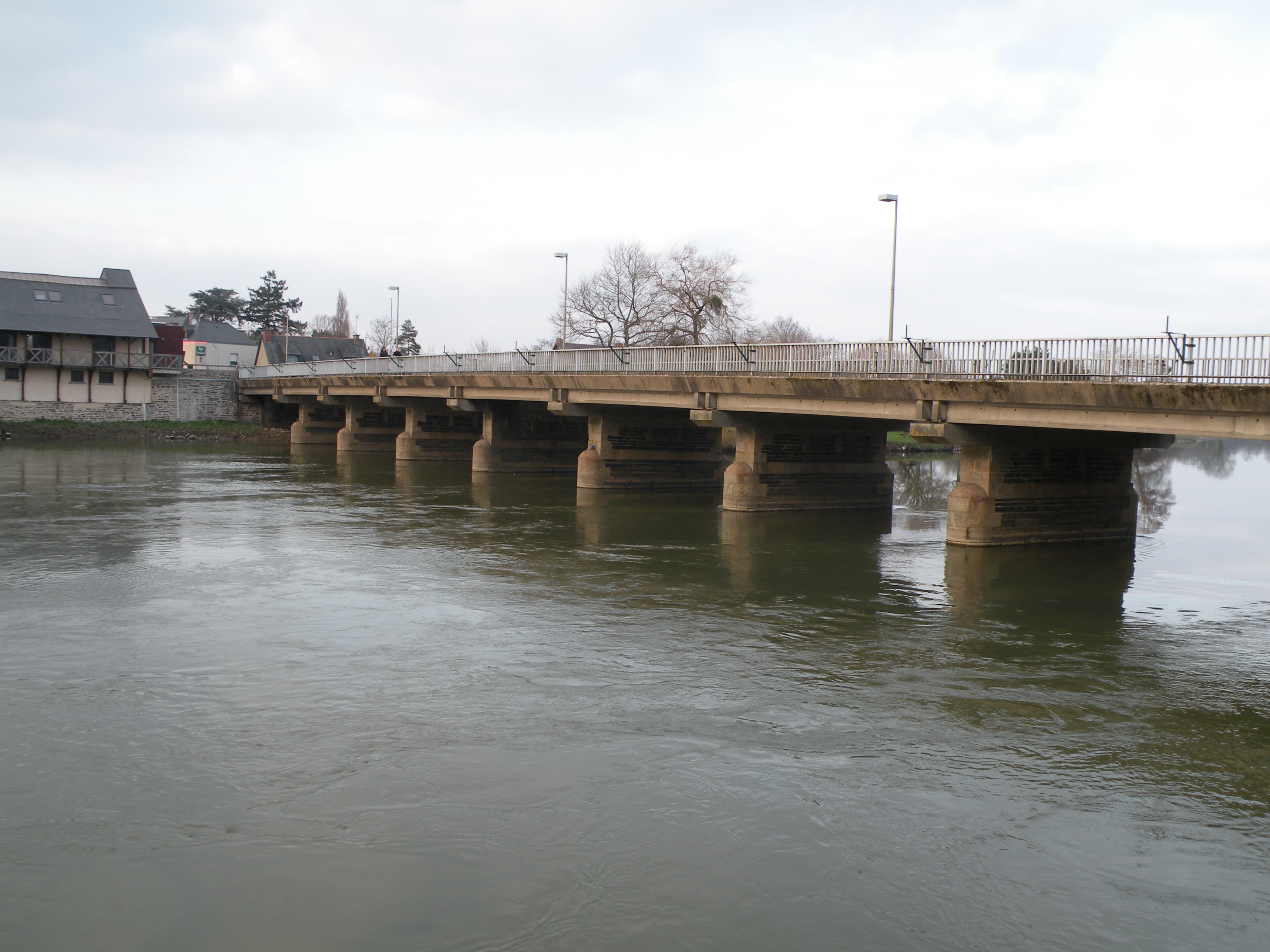
Le pont sur la Vilaine vers Guipry.
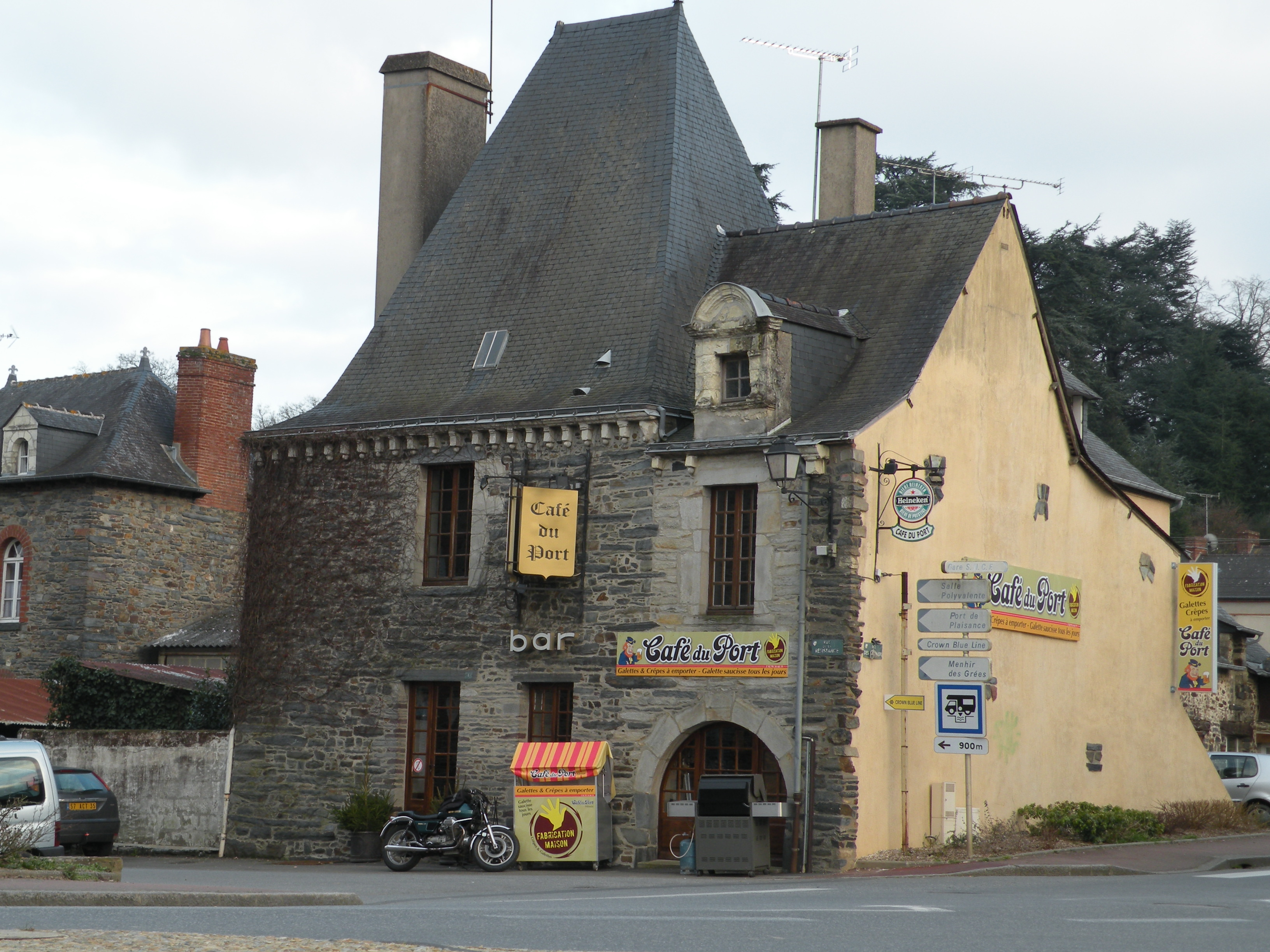
Le Café du Port, maison du XVIe siècle.
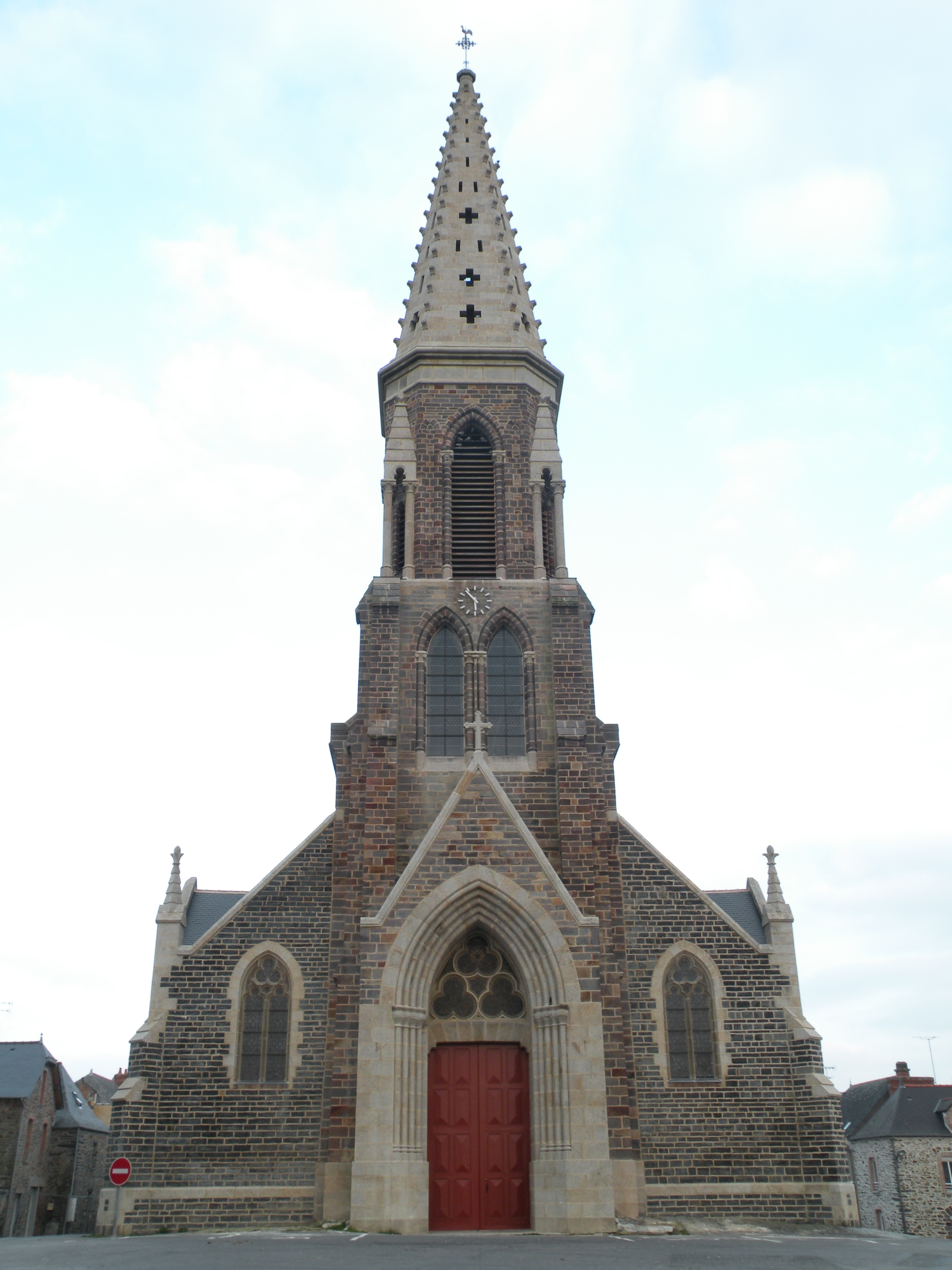
L'église Saint-Abdon-et-Saint-Sennen.
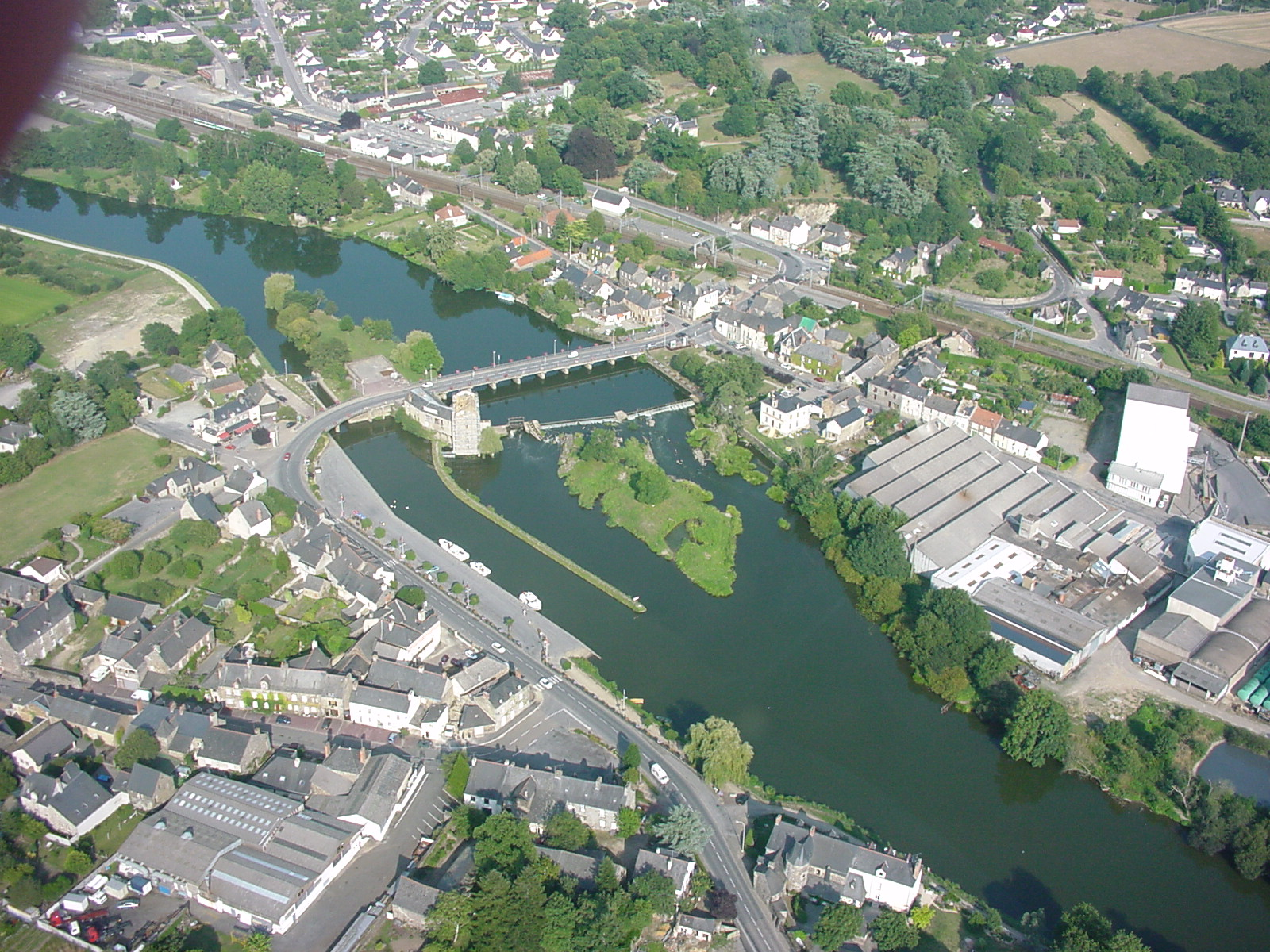
Le port entre Guipry et Messac en 2004 (vu d'hélicoptère).

### Minoterie Messac-Guipry

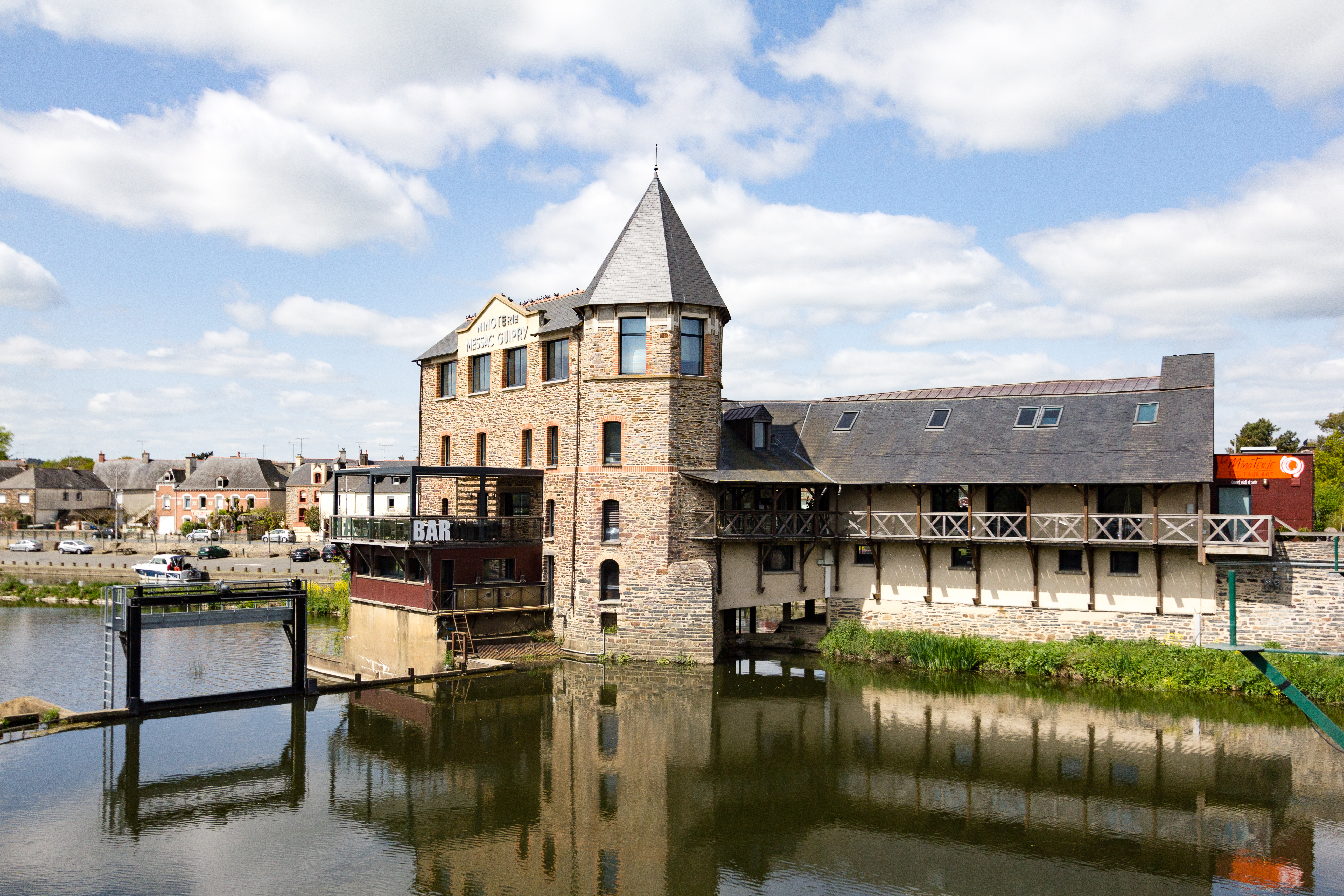
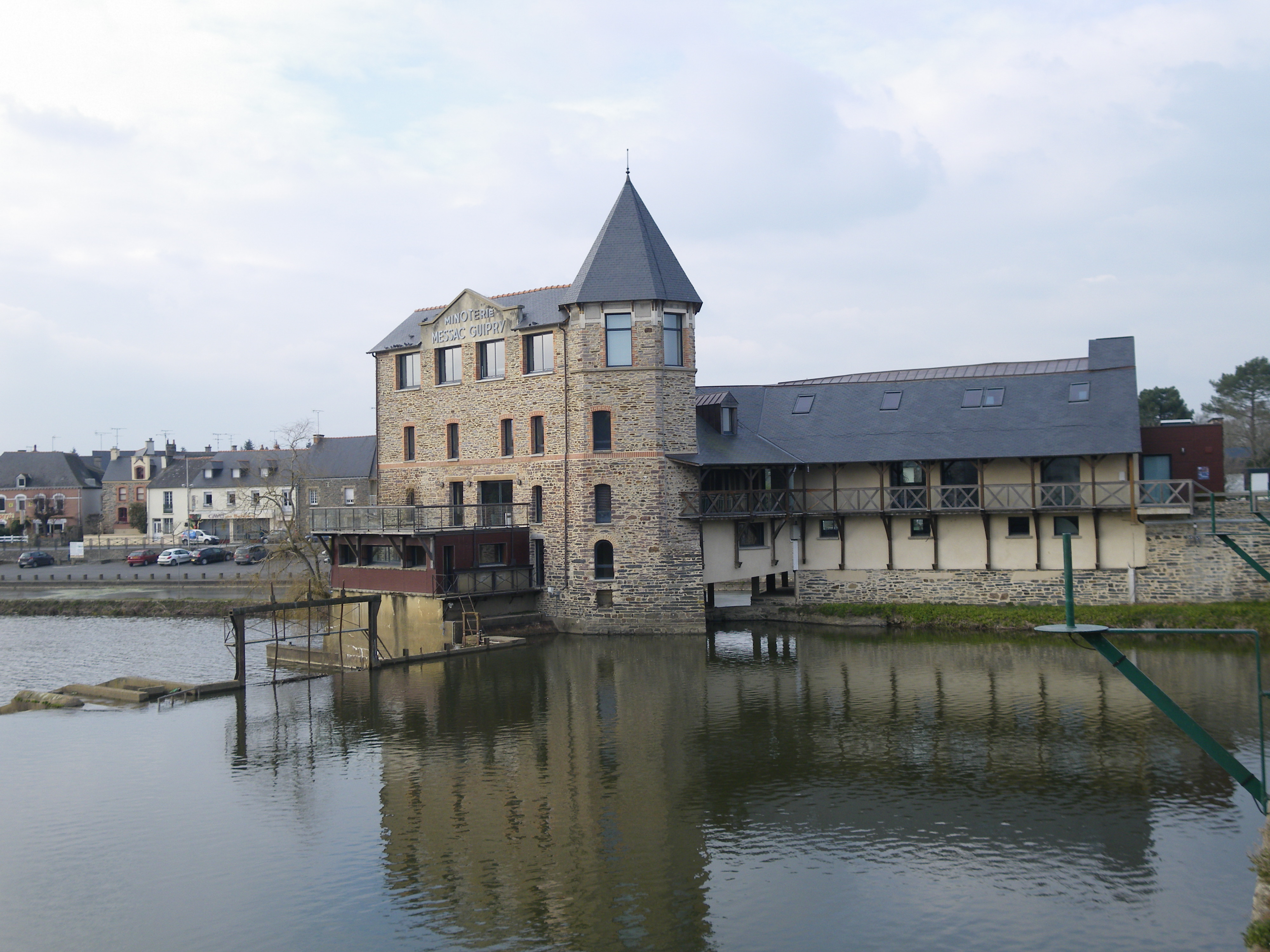
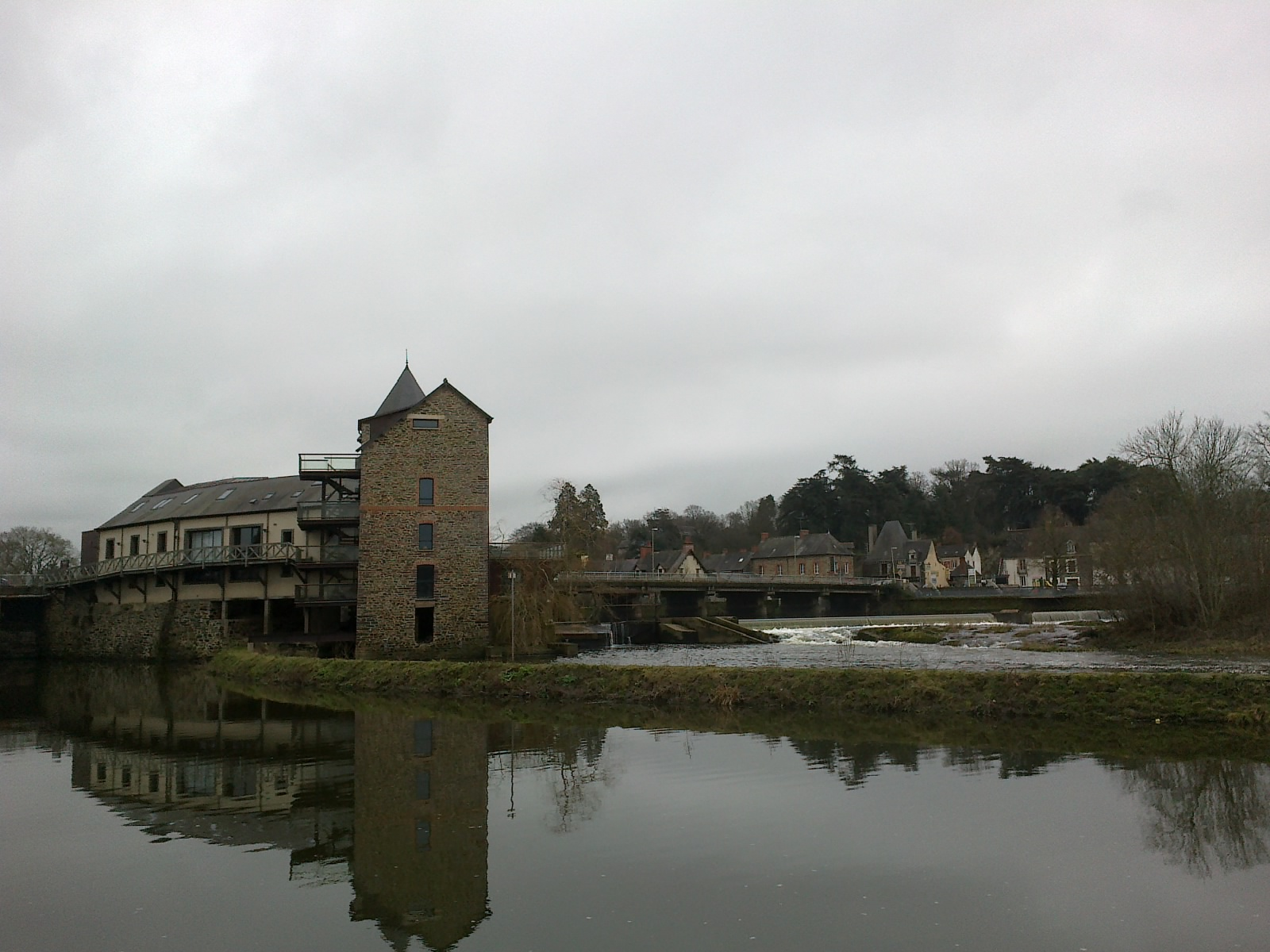
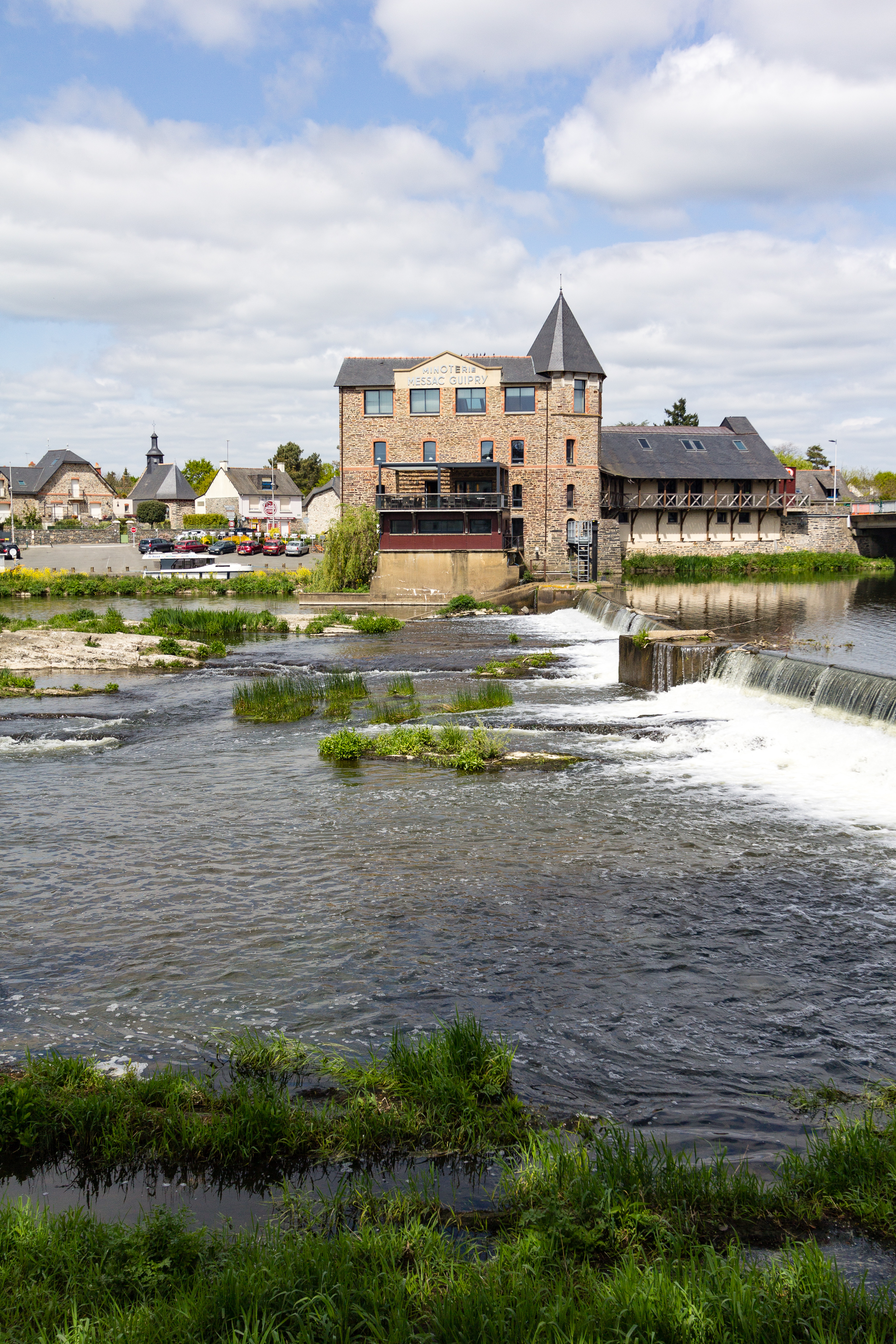

### Église Saint-Pierre de Guipry

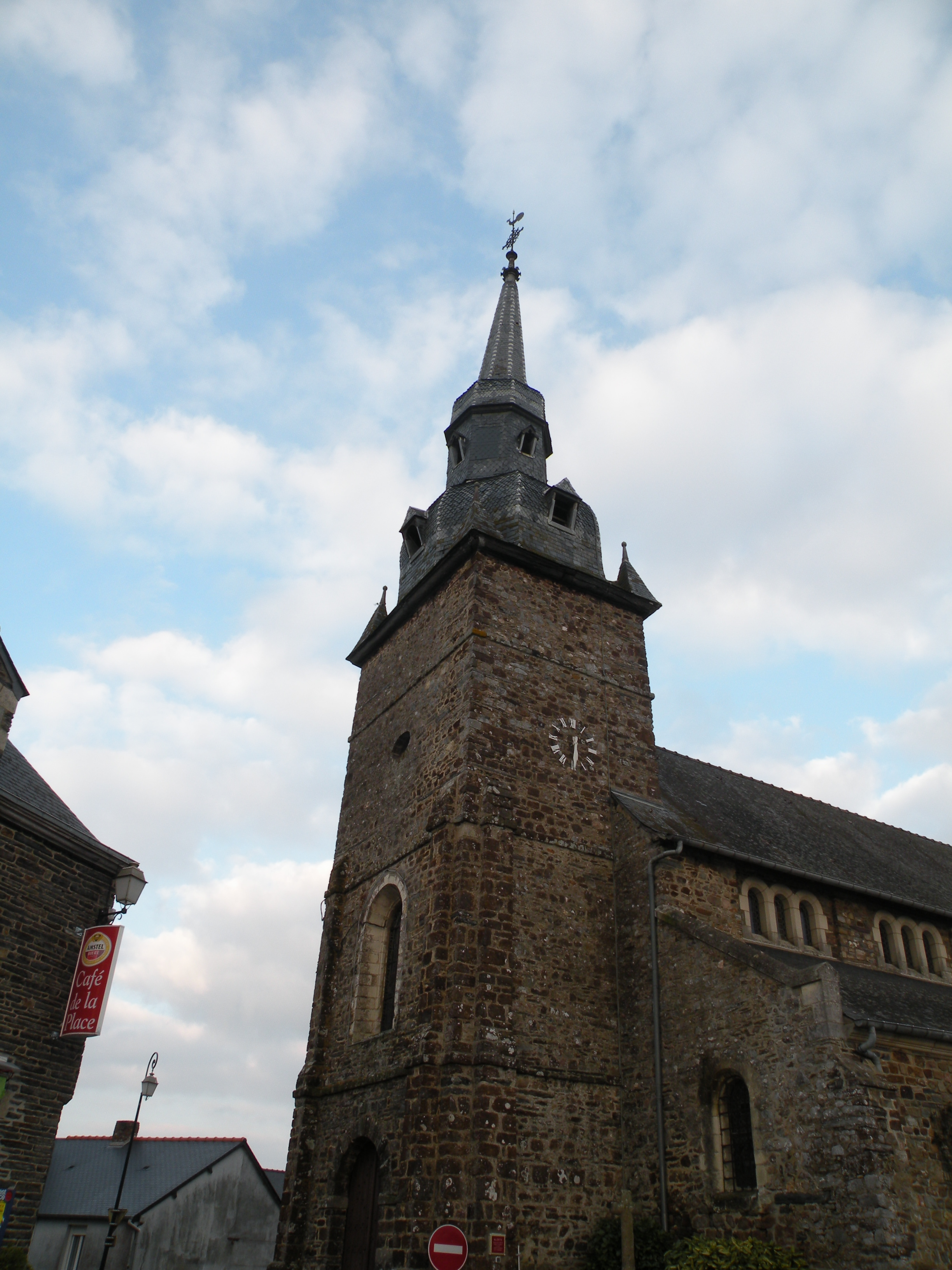
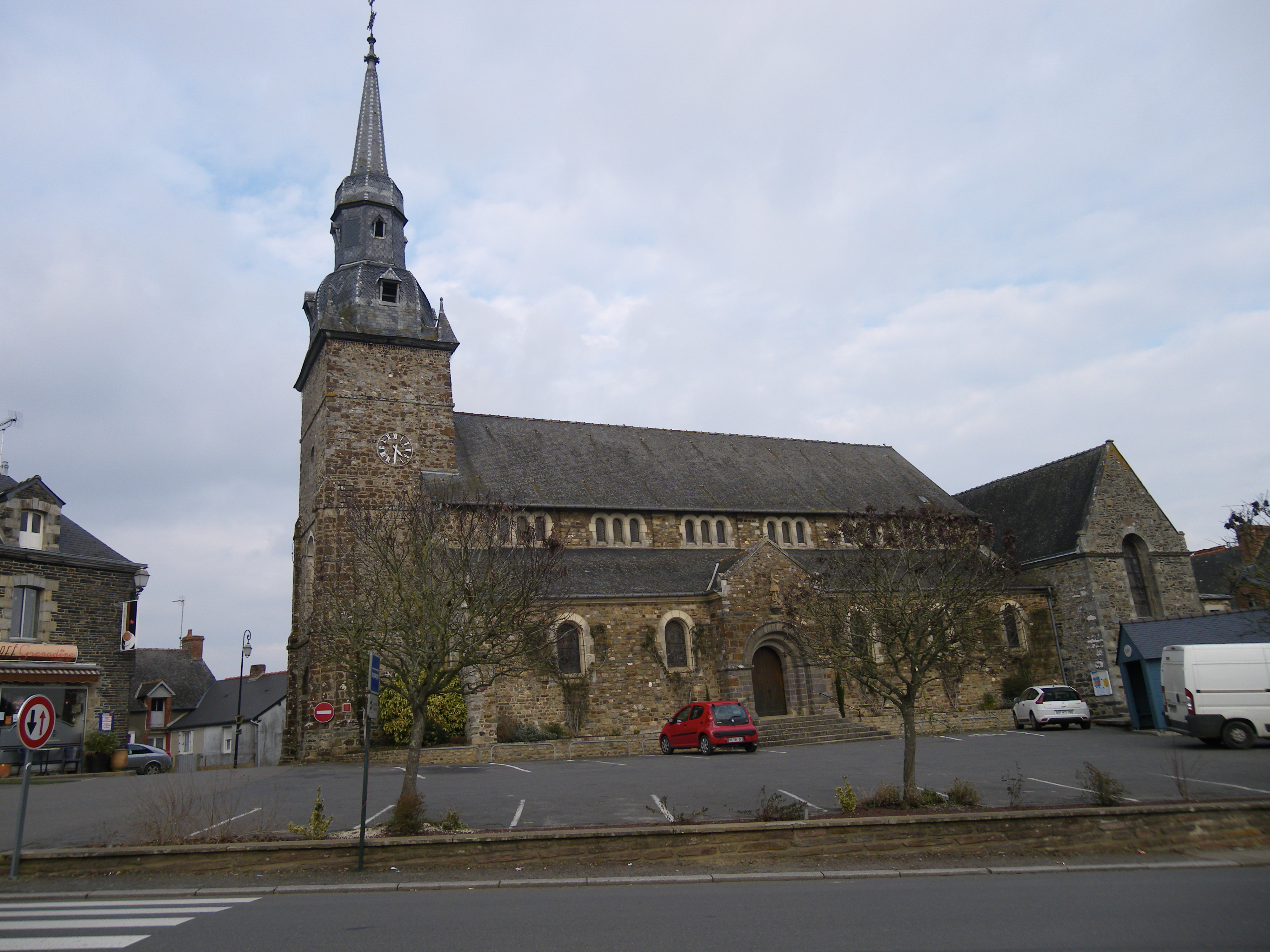

## Manifestations
- "Dérives en Scène", troupe de théâtre créée en 2019.
Lieu des représentations : Salle des Fêtes de Guipry-Messac.
Période des représentations : Octobre-Novembre.
- 2021 : "Le Technicien", comédie d'Éric Assous.
- 2022 : "Hôtes Tensions", comédie de Franck Didier.
- 2023 : "L'Assistant", comédie de Jean-Jacques Langouët.